# Telewizja Polska
Telewizja Polska (TVP) – polski telewizyjny nadawca publiczny i zarazem spółka akcyjna Skarbu Państwa.
Od 1993 status prawny nadawcy określa ustawa o radiofonii i telewizji, zgodnie z którą Telewizja Polska zobowiązana jest realizować „misję publiczną (…) oferując (…) zróżnicowane programy i inne usługi w zakresie informacji, publicystyki, kultury, rozrywki, edukacji i sportu, cechujące się pluralizmem, bezstronnością, wyważeniem i niezależnością oraz innowacyjnością, wysoką jakością i integralnością przekazu”. Obecnie nadawca finansuje swoją działalność przede wszystkim z rekompensat z budżetu państwa z tytułu utraconych wpływów z opłat abonamentowych, w mniejszym stopniu z emisji reklam i sponsoringu, abonamentu radiowo-telewizyjnego i sprzedaży wyprodukowanych przez siebie programów.
TVP jest nadawcą piętnastu kanałów telewizyjnych nadawanych naziemnie, a także dwóch kanałów płatnych oraz kilku kanałów internetowych. TVP całkowicie wypełnia trzeci multipleks naziemnej telewizji cyfrowej, który po wyłączeniu telewizji analogowej 23 lipca 2013 roku pokrywa zasięgiem właściwie cały kraj, a także multipleks szósty.
Pomimo iż ustawa o radiofonii i telewizji z 1992 zobowiązuje Telewizję Polską do zachowywania bezstronności i niezależności przekazu, to od lat 90. była ona wielokrotnie przez różnych komentatorów oskarżana o brak obiektywizmu i podleganie wpływom politycznym. Podczas rządów SLD i prezesury Roberta Kwiatkowskiego TVP bardzo często zarzucano upolitycznienie i sprzyjanie politykom lewicy i ówczesnemu prezydentowi RP Aleksandrowi Kwaśniewskiemu, natomiast w mediach używano wtedy określenia „Telewizja Białoruska Oddział w Warszawie”, będącego porównaniem do reżimowych mediów na Białorusi. W okresie drugiej kadencji rządów koalicji PO-PSL (2011–2015) opozycyjne media prawicowo-konserwatywne zarzucały TVP dyskryminację tych środowisk przy jednoczesnym faworyzowaniu obozu władzy, a cześć publicystów zarzucała TVP wspieranie PO. Natomiast w latach 2016–2023, pod rządami partii Prawo i Sprawiedliwość TVP bardzo często zarzucano silne nastawienie prorządowe, w tym m.in. jawne wspieranie Andrzeja Dudy w czasie kampanii prezydenckiej w 2020, przy jednoczesnym dyskredytowaniu krytyków ówczesnej władzy i łamaniu zasad etyki dziennikarskiej (m.in. zasad prawdy, oddzielania informacji od komentarza, tolerancji i pierwszeństwa dobra odbiorcy), co przełożyło się na znaczny spadek ocen wiarygodności i rzetelności TVP względem lat wcześniejszych rządów. Ze względu na jawne zaangażowanie po stronie partii rządzącej, TVP w tym okresie często była pejoratywnie określana jako TVPiS. Po wyborach parlamentarnych z 2023 i zmianach przeprowadzonych przez ówczesnego ministra kultury i dziedzictwa narodowego Bartłomieja Sienkiewicza w zarządzie i radzie nadzorczej TVP w grudniu 2023, które doprowadziły do sporu o media publiczne ze względu na sposób dokonywania zmian pojawiły się zarzuty o sprzyjanie rządowi koalicji KO-PSL-PL2050-NL i trzeciemu rządowi Donalda Tuska.

## Historia

### Okres przedwojenny
Za prekursora telewizji w Polsce należy uznać Jana Szczepanika, zwanego „polskim Edisonem”, który w 1897 opatentował w Brytyjskim Urzędzie Patentowym (patent brytyjski nr 5031) „telektroskop” – czyli „aparat do reprodukowania obrazów na odległość za pomocą elektryczności”.
W 1929 Stefan Manczarski skonstruował aparaturę telewizji mechanicznej opartą na synchronicznie wirujących dwóch tarczach Nipkowa, po stronach nadawczej i odbiorczej. Sygnał telewizyjny był przekazywany przewodem elektrycznym. Urządzenie przesyłało jedynie nieruchomy obraz. Stefan Manczarski swój wynalazek nazwał „sposób telewizyjnego przesyłania obrazów za pośrednictwem drutu i radia”. Opatentowany pod nr 11084.
Doświadczenia prowadził też zespół naukowców i inżynierów w 1931 w rozgłośni Polskiego Radia w Katowicach. Aparatura nadawczo-odbiorcza według systemu J.L. Bairda z wykorzystaniem tarczy Nipkowa. Oba urządzenia nadawczo-odbiorcze telewizji mechanicznej były napędzane jednym wspólnym silnikiem zapewniającym pełną synchronizację obu zespołów. Sygnał przekazywany był kablem w ramach jednego laboratorium. Pracami eksperymentalnymi kierował inż. Twardawa.
Dopiero później prace nad uruchomieniem stacji telewizyjnej w Polsce rozpoczęły się w 1935 w Warszawie w Państwowym Instytucie Telekomunikacyjnym oraz Polskim Radiu, z inicjatywy prof. Janusza Groszkowskiego (w ramach systematycznych pracy naukowo-badawczych). W 1937 na szesnastym piętrze wieżowca Prudential rozpoczęła działalność eksperymentalna stacja telewizyjna. Kierownikiem stacji został Władysław Cetner.

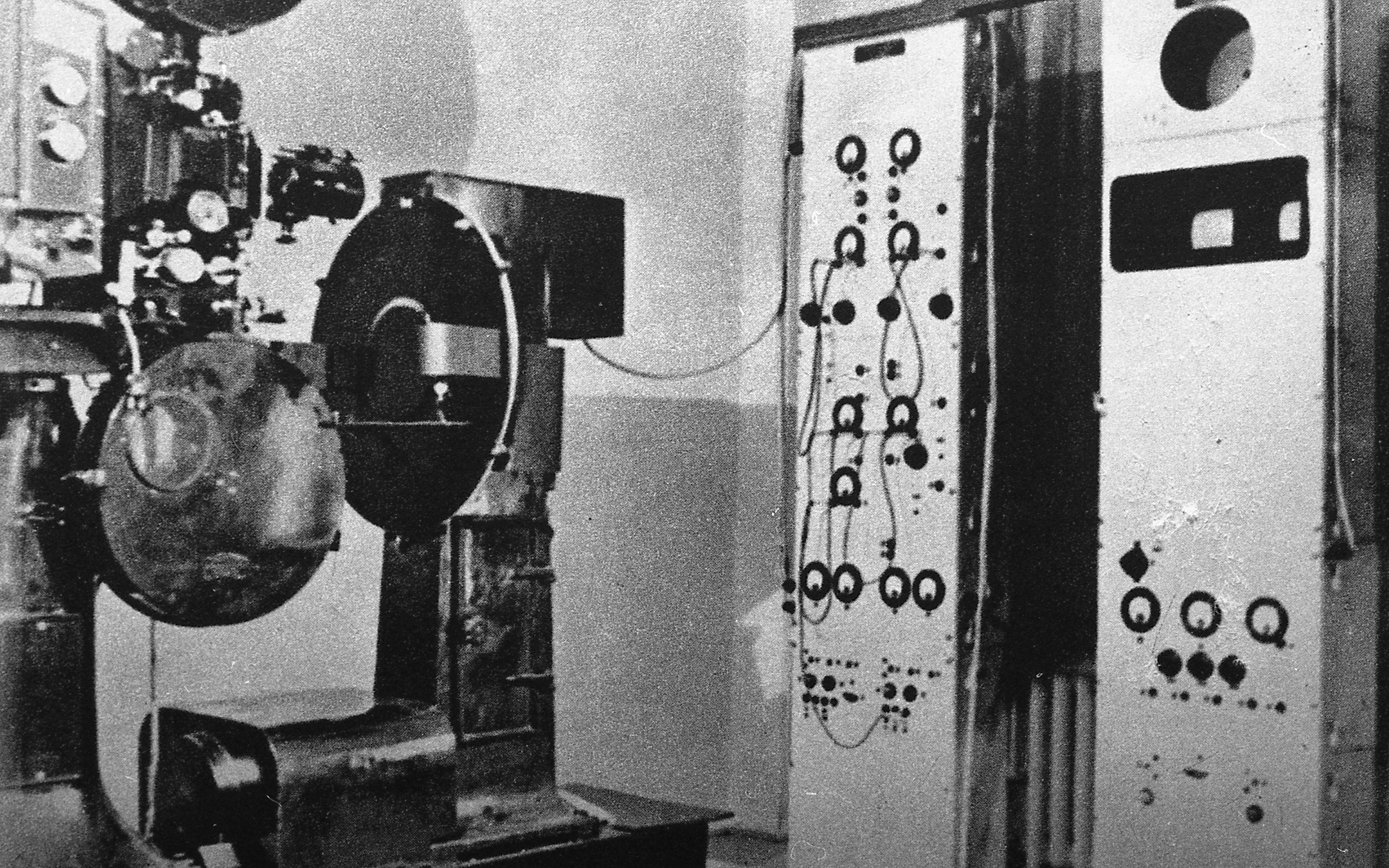
Aparatura analizująca obraz w Doświadczalnej Stacji Telewizyjnej PR z 1939 roku w Warszawie

W 1937 zainstalowano nadajnik foniczny, a na początku 1938 – nadajnik wizyjny. Ponadto w 1938 zbudowano na dachu „drapacza chmur”, bo tak go nazwano, konstrukcję wieży o wysokości 16 m, na której zamontowano maszt rurowy pod antenę nadawczą o wysokości 11 metrów. Antena znajdowała się więc 87 m nad ziemią, co zapewniało odbiór sygnału wizji w odległości 20 km i fonii 30 km od anteny nadawczej. Pokazy próbnej transmisji telewizyjnej odbyły się 5 października 1938 i 26 sierpnia 1939 w Warszawie z udziałem Mieczysława Fogga.
W sierpniu 1939 roku Doświadczalna Stacja Telewizyjna dysponowała kompletem aparatury nadawczej oraz dwoma odbiornikami, jednym do kontroli jakości obrazu stacji doświadczalnej, drugim zaś do publicznej demonstracji programu telewizyjnego. Prowizoryczną wieżę antenową ustawiono na dachu budynku Towarzystwa „Prudencial”. Prawie wszystkie urządzenia były dziełem konstruktorów z Państwowego Instytutu Telekomunikacji i Polskiego Radia. Przed wybuchem II wojny światowej nie zdążono jednak uruchomić emisji telewizyjnej.
Była to telewizja mechaniczna, nadająca w standardzie 120 linii. Wyemitowano m.in. film z telekina „Barbara Radziwiłłówna” z Jadwigą Smosarską w roli głównej, a w tym czasie trwały prace nad telewizją elektroniczną 343-liniową. Rozwój prac badawczych nad telewizją, które były bardzo zaawansowane (przewidywano uruchomienie stałego programu w 1940), przerwał wybuch II wojny światowej.

### Okres powojenny

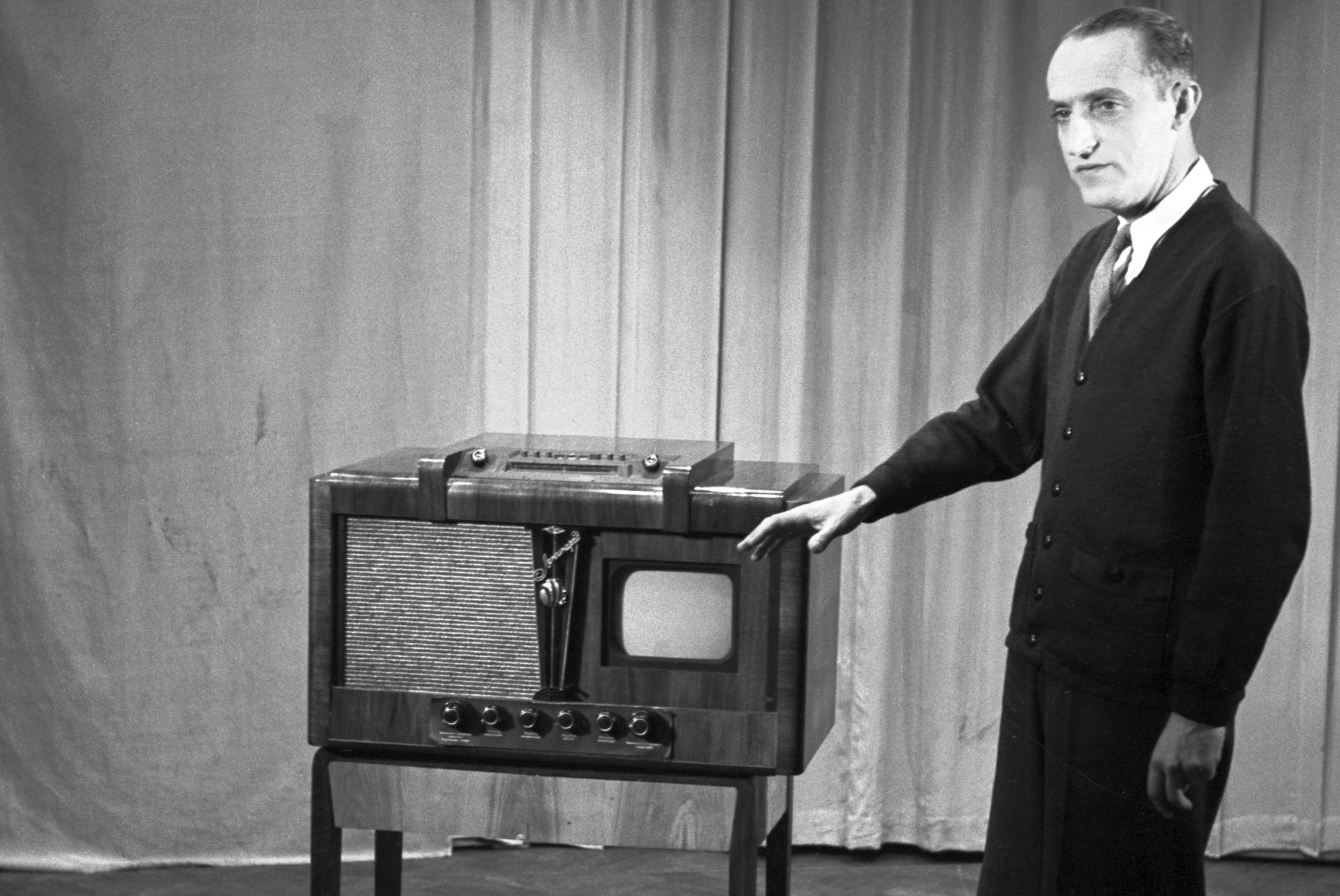
Kazimierz Rudzki prezentuje odbiornik telewizyjny „Leningrad”

Do prac nad Polską Telewizją powrócono w 1947. Prace w Państwowym Instytucie Telekomunikacyjnym (później Instytucie Łączności) prowadzone były pod kierownictwem Janusza Groszkowskiego i inż. Lesława Kędzierskiego. Budynek PIT mieścił się wówczas w Warszawie przy ul. Ratuszowej 11. Do przerwanych działaniami wojennymi prac badawczych powrócono w 1947 roku, by w czerwcu 1949 roku przeprowadzić, w ramach DST, pierwsze próby praktyczne emisji programu. Dnia 15 grudnia 1951 roku otwarto wystawę „Radio w walce o pokój i postęp”, w trakcie której zostały pokazane próbne transmisje telewizyjne z udziałem pokazów artystów, codzienna emisja programu telewizyjnego trwała do 20 stycznia 1952. To właśnie dnia 19 grudnia 1951 roku odbył się pierwszy publiczny pokaz aparatury telewizyjnej połączony z demonstracjami obrazu w ramach ww. wystawy. W 1952 przy ul. Ratuszowej 11 w Warszawie powstało doświadczalne studio, powołano też pierwszy zespół programu telewizji. Pierwszy program został wyemitowany 25 października 1952 o godz. 19:00 (w sobotę, w przeddzień wyborów do Sejmu). Wówczas z Instytutu Łączności nadano 30-minutowy montaż form artystycznych z udziałem Marty Nowosad, Jerzego Michotka, Witolda Grucy i Jana Mrozińskiego, który był odbierany na 24 odbiornikach „Leningrad” rozmieszczonych w klubach i świetlicach. Pierwszą spikerką była Maria Rosa-Krzyżanowska. Kolejne audycje odbyły się 15 listopada 1952 (pokazano fragmenty Lalki z Niną Andrycz w roli głównej) i 5 grudnia 1952 (fragmenty Króla i aktora z Teatru Kameralnego w Warszawie).
Trzy miesiące później – 23 stycznia 1953 – zainicjowano regularną emisję programu (pół godziny raz na tydzień). 22 lipca 1954 uruchomiono Doświadczalny Ośrodek Telewizyjny z własnym zespołem dziennikarskim. Program nadawano z budynku dawnego banku przy placu Powstańców Warszawy 7, specjalnie odbudowanego i powiększonego po zniszczeniach wojennych na potrzeby nowo powstającej instytucji. Program ośrodka emitowano początkowo raz w tygodniu w piątki, od 1 kwietnia 1955 – dwa razy (we wtorki i w piątki), od 1 listopada 1955 – trzy razy (w poniedziałki, środy i piątki), a od 1 stycznia 1956 – cztery razy (dodatkowo w niedziele). Wyjątkowo codzienna emisja odbywała się podczas transmisji Wyścigów Pokoju i V Światowego Festiwalu Młodzieży i Studentów w 1955.
30 kwietnia 1956 otwarto Warszawski Ośrodek Telewizyjny, co umożliwiło dostęp do programów TV większej grupie odbiorców. WOT emitował program pięć razy w tygodniu. 1 maja 1956 pracę rozpoczął Telewizyjny Ośrodek Transmisyjny ze stacją nadawczą umieszczoną w Pałacu Kultury i Nauki oraz anteną na szczycie iglicy na wysokości 227 m. Zasięg stacji wynosił ok. 55 km.

### Okres jednego programu

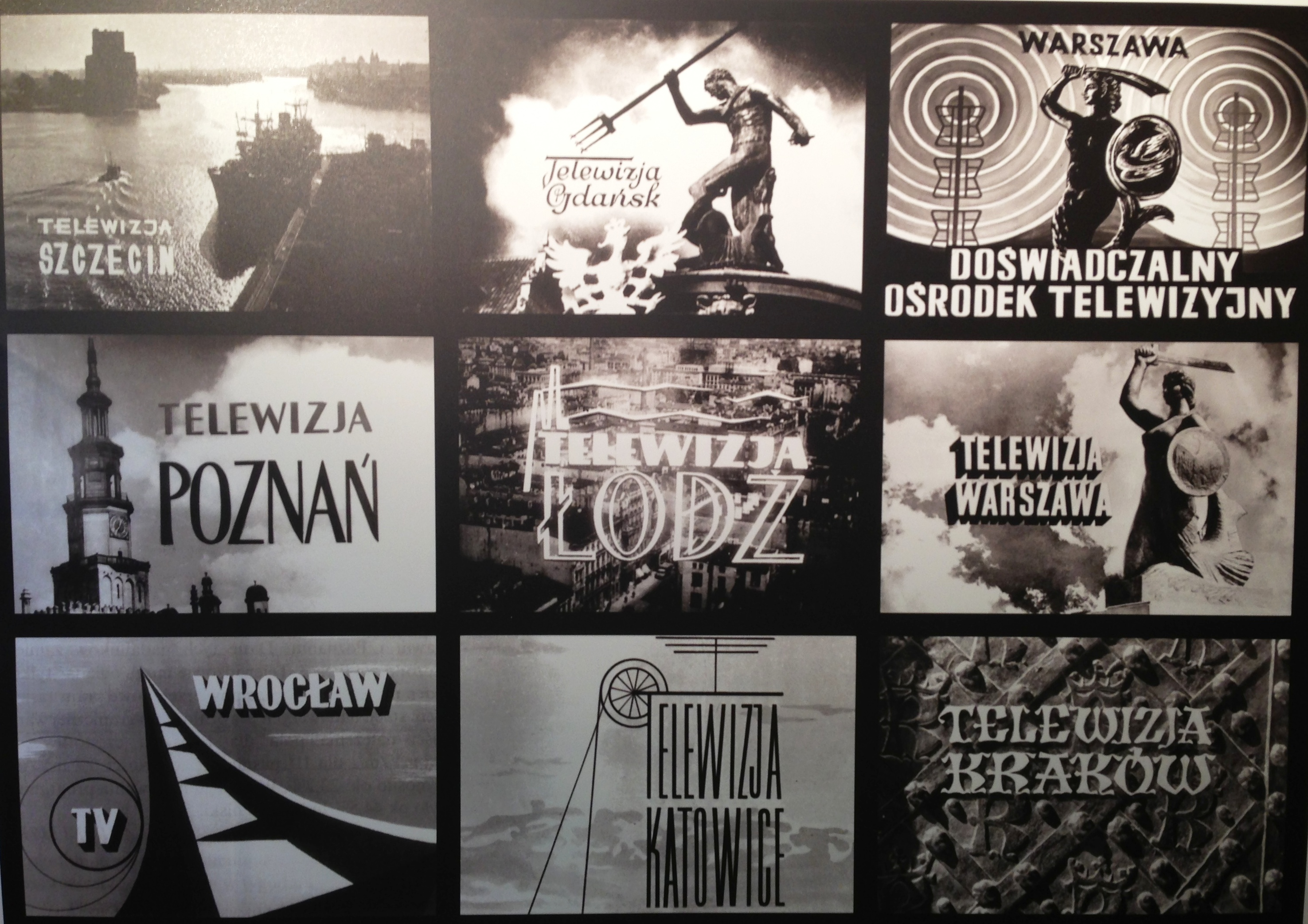
Tablice ośrodków regionalnych TVP na przełomie lat 50. i 60. XX w.

Prawdziwym początkiem Telewizji Polskiej było stworzenie 1 sierpnia 1958 Zespołu Programu Telewizyjnego przy Polskim Radiu. W dwa lata później (2 grudnia 1960) powołano Komitet do spraw Radia i Telewizji „Polskie Radio i Telewizja”. Od tego czasu Polskie Radio i TVP miały równorzędny status. Pierwszym szefem Radiokomitetu (stanowisko równorzędne z ministrem) został Włodzimierz Sokorski (szefowie pionów radia i telewizji posiadali rangę wiceministrów). 1 lutego 1961 ruszyła codzienna emisja programu telewizyjnego. Na przełomie lat 50. i 60. powstało siedem ośrodków regionalnych TVP (dysponujących własnymi studiami) w:
- Łodzi (22 lipca 1956) – TVP3 Łódź
- Poznaniu (1 maja 1957) – TVP3 Poznań
- Katowicach (3 grudnia 1957) – TVP3 Katowice
- Wrocławiu (1 lutego 1958) – TVP3 Wrocław
- Gdańsku (10 sierpnia 1959) – TVP3 Gdańsk
- Szczecinie (27 kwietnia 1960) – TVP3 Szczecin
- Krakowie (5 czerwca 1961) – TVP3 Kraków

18 lipca 1969 oddano do użytku Centrum Radiowo-Telewizyjne w Warszawie przy ul. Woronicza. W celu jego stworzenia poniesiono duże nakłady finansowe, technikom zaś udało się też skompletować wysokiej klasy sprzęt telewizyjny.

### Dwa programy

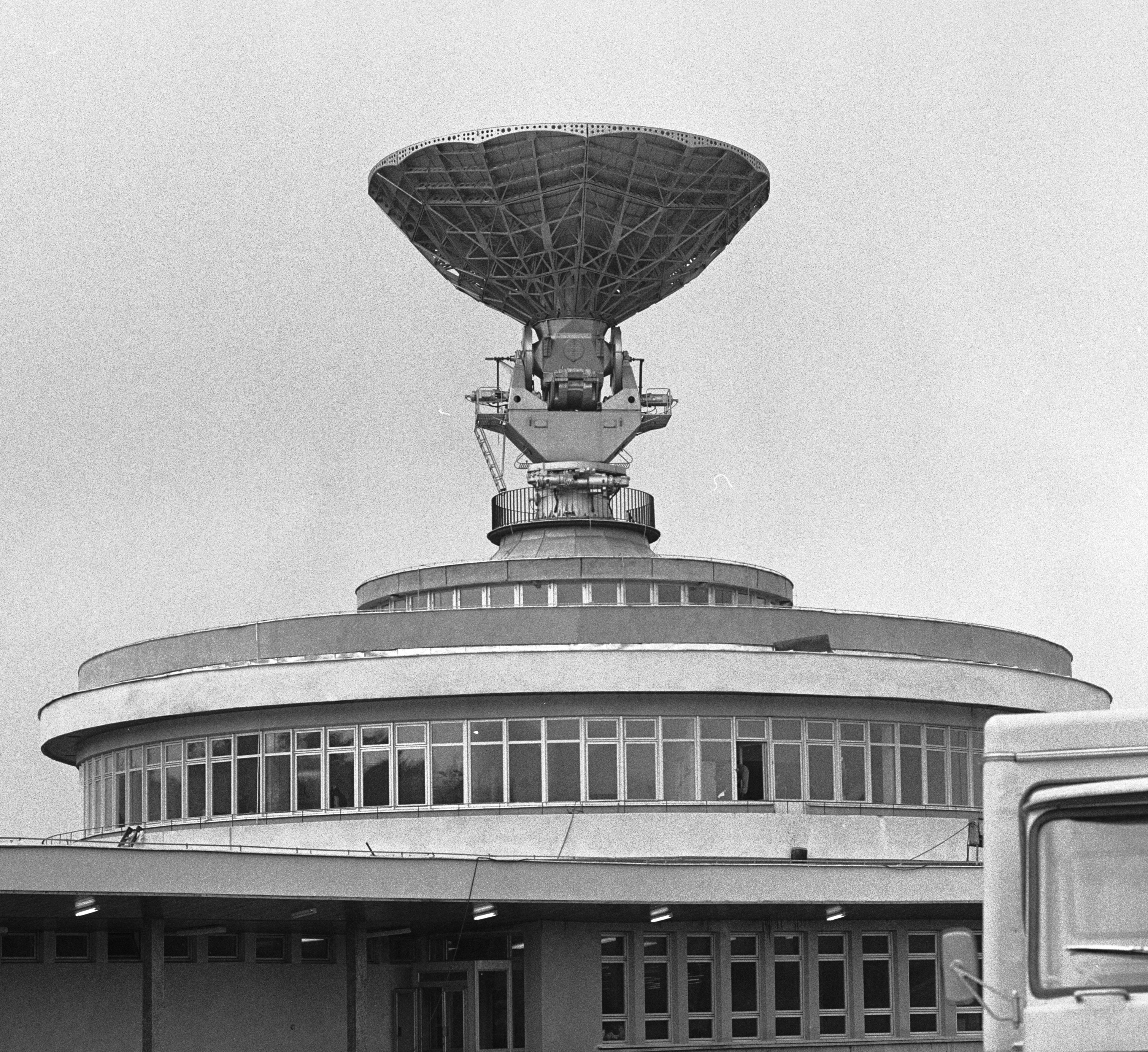
Pierwsza w Polsce naziemna stacja łączności satelitarnej

2 października 1970 uroczyście uruchomiono drugi ogólnopolski program telewizyjny. TVP2 od początku swego istnienia skupiała się głównie na programach kulturalnych i rozrywkowych (m.in. Studio 2).
Otwarcie Polski na Zachód – charakterystyczne dla epoki Gierka – pozwoliło na dostęp polskiej telewizji do nowoczesnych technologii z wolnego świata. Pierwszym efektem współpracy było nadanie 22 lipca 1971 pierwszego programu w kolorze przy użyciu francuskiego systemu SECAM – była to adaptacja monodramu Antona Czechowa O szkodliwości palenia tytoniu. Z czasem był to standard przyjęty we wszystkich państwach (oprócz Rumunii) demokracji ludowej. Początkowo emisje programu w kolorze nadawane były raz w tygodniu, od 6 grudnia 1971 codziennie w kolorze transmitowane były obrady zjazdu PZPR (dla przykładu pierwsze cykliczne emisje kolorowe w Europie nadano w 1967), jednak ze względu na brak odbiorników i ich wysoki koszt kolorowa telewizja nie była w tym czasie dostępna dla większości polskich telewidzów.
W 1972 po przejęciu stanowiska prezesa TVP przez Macieja Szczepańskiego pracę w telewizji straciło ok. 12 tys. osób.
1 listopada 1975 w Psarach-Kątach (Góry Świętokrzyskie) oddano do użytku pierwszą w Polsce naziemną stację łączności satelitarnej, która znacznie poszerzyła możliwości nadawcze TVP.
Po długim czasie przerwy w tworzeniu nowych ośrodków telewizyjnych, 12 stycznia 1985 roku powstał lokalny oddział telewizji w Lublinie – TVP3 Lublin. 1 stycznia 1989 roku powstała Telegazeta, pierwszy w Polsce teletekst.

### Po przemianach 1989 roku

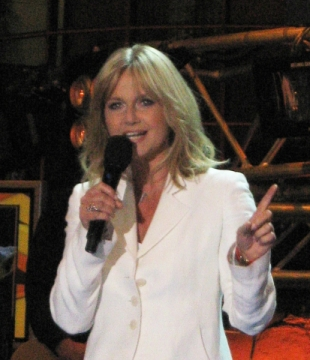
Grażyna Torbicka, wieloletnia prezenterka TVP

Przemiany społeczno-polityczne przełomu lat 80. i 90. spowodowały także reformę telewizji. W 1987 TVP utraciła monopol na emitowanie telewizji w Polsce, kiedy to w dzielnicy Warszawy Ursynów powstała pierwsza prywatna polska stacja telewizyjna „Ursynat”. W 1989 powstała kolejna stacja Sky Orunia nadająca na terenie Gdańska do 1996, a 6 lutego 1990 powstała następna stacja PTV Echo, nadająca na terenie Wrocławia i okolic do 8 marca 1995, a następnie 5 grudnia 1992 powstała telewizja Polsat, która 5 października 1993 otrzymała od Krajowej Rady Radiofonii i Telewizji koncesję na emisję naziemną w Polsce i 27 stycznia 1994 koncesję na ogólnopolską telewizję komercyjną. Na początku lat 90. zdecydowano o całkowitym przejściu z systemu SECAM na system PAL, w którym jako pierwszy, bo od 1 stycznia 1994, nadawał program II (wtedy na ten system przeszły również TVP Polonia i stacje regionalne TVP). 1 stycznia 1993 roku wraz z Polskim Radiem TVP została członkiem Europejskiej Unii Nadawców (EBU). Jednocześnie od lat 90. wielu prezenterów i dziennikarzy TVP zaczęło odchodzić z telewizji publicznej, przechodząc do telewizji komercyjnych (m.in. do Polsatu i TVN-u).

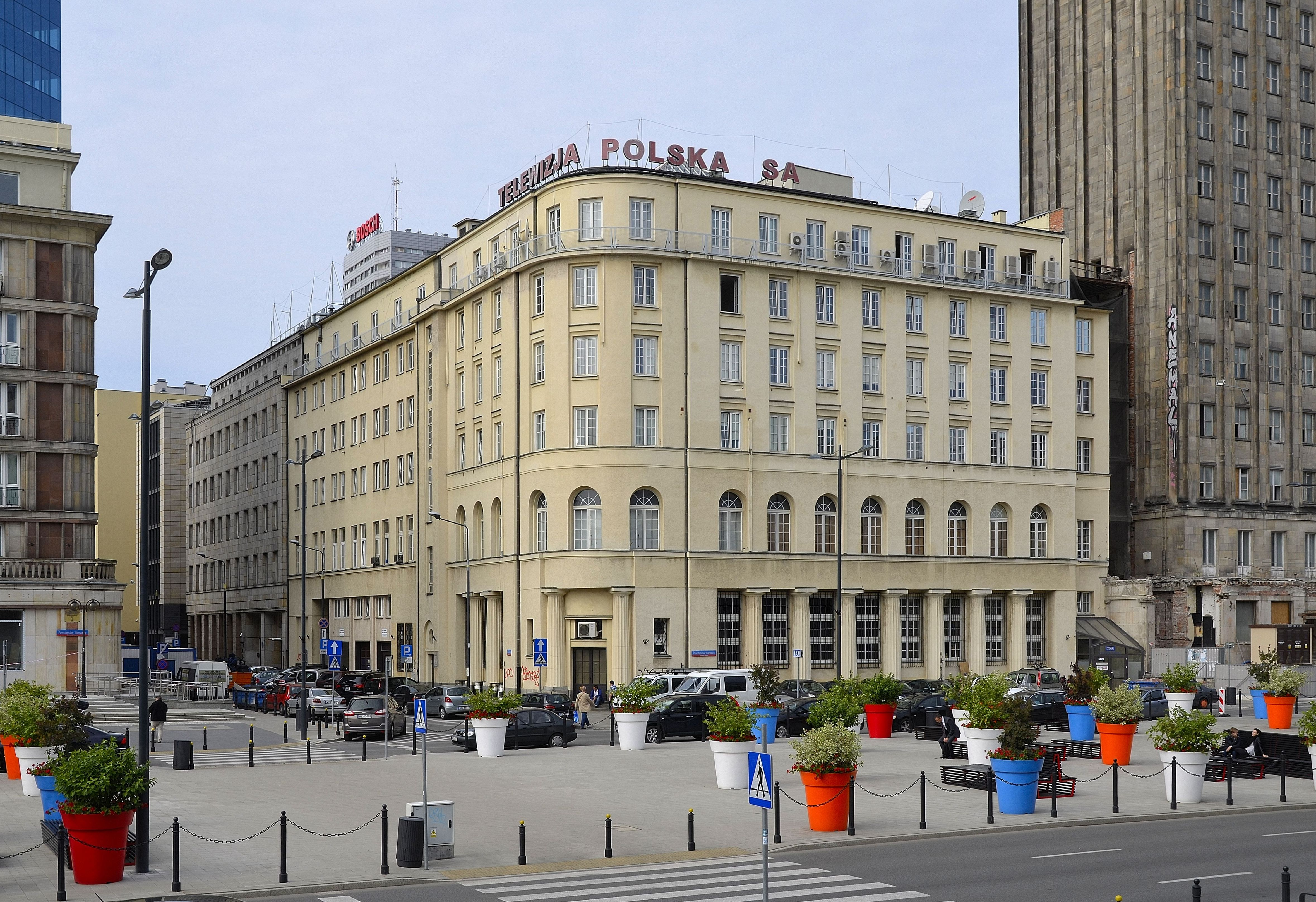
Budynek TVP przy placu Powstańców Warszawy 7 w Warszawie

Programom informacyjnym TVP po 1989 roku zarzucano uleganie wpływom politycznym w zależności od tego, kto rządzi w Polsce oraz stronniczość i brak obiektywizmu. W 1997 roku uruchomiono pierwszy kanał tematyczny telewizji publicznej – Tylko Muzyka, który jednak zakończył nadawanie rok później ze względów formalno-prawnych. W 1998 roku powstała oficjalna strona internetowa Telewizji Polskiej – www.tvp.pl. W 2004 miała miejsce pierwsza edycja organizowanego przez TVP sylwestrowego widowiska muzycznego, która odbyła się pod nazwą Sylwester z Gwiazdami. 24 kwietnia 2005 emisję rozpoczął kolejny kanał tematyczny – TVP Kultura. W kolejnych latach Telewizja Polska uruchamiała kolejne kanały tematyczne (18 listopada 2006 – TVP Sport, 3 maja 2007 – TVP Historia, 6 października 2007 – TVP Info, który zastąpił TVP3, 6 grudnia 2010 – TVP Seriale, 15 kwietnia 2013 – TVP Rozrywka, 1 września 2013 – TVP Regionalna, 15 lutego 2014 – TVP ABC). W 2008 Telewizja Polska rozpoczęła emisję w jakości HD, 6 sierpnia tegoż roku rozpoczęła emisję stacja TVP HD. 16 czerwca 2011 uruchomiono pierwszy internetowy kanał tematyczny – TVP Parlament. 1 czerwca 2012 dwa ogólnopolskie programy TVP1 i TVP2 zaczęły nadawać w jakości HD. Telewizja Polska pracuje nad wprowadzeniem obrazu 3D do swoich kanałów. W ramach naziemnej telewizji cyfrowej i ofert wybranych operatorów kablowych i satelitarnych, umożliwia korzystanie z telewizji hybrydowej za pomocą Platformy Hybrydowej TVP.

### Lata 2016–2023

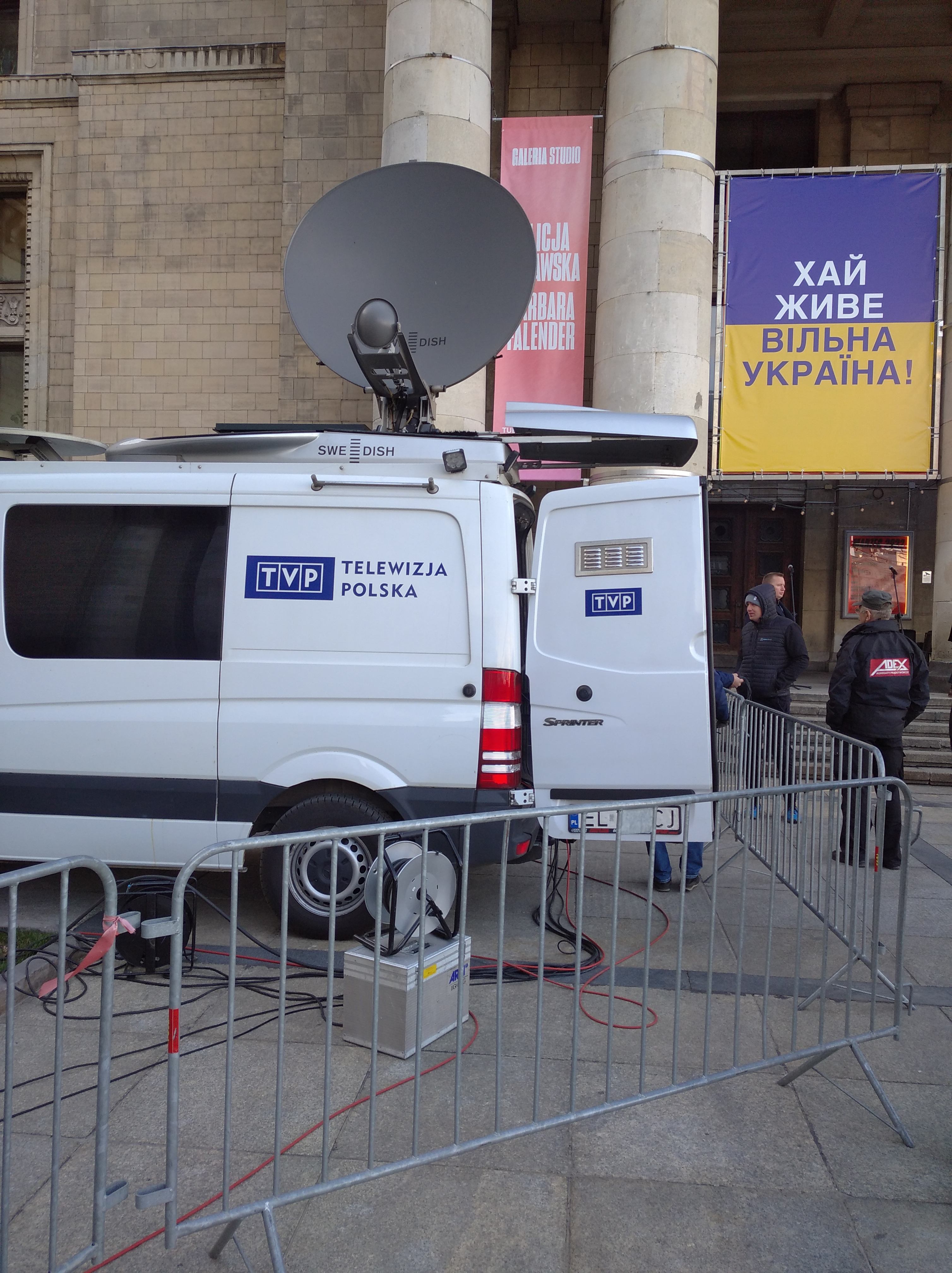
Ekipa Telewizji Polskiej w trakcie nagrywania relacji z demonstracji solidarności z Ukrainą w Warszawie (2022).

W 2018 roku Telewizja Polska zaczęła nadawać – jako jedna z trzech największych stacji telewizyjnych – w jakości 4K pod nazwą TVP 4K. 17 września 2019 roku rozpoczął nadawanie kanał TVP Wilno przeznaczony dla Polaków mieszkających na Litwie. W marcu 2020, w związku z pandemią COVID-19 oraz decyzją o zamknięciu placówek oświatowych, Telewizja Polska zainicjowała we współpracy z Ministerstwem Edukacji Narodowej projekt „Szkoła z TVP”. 19 listopada 2020 rozpoczął nadawanie kanał TVP Dokument, 8 marca 2021 – TVP Kobieta, a w 2022 – TVP Nauka. 26 października 2021 Telewizja Polska ogłosiła, że w 2022 roku zamierza odświeżyć aplikację TVP Stream w telewizji hybrydowej HbbTV oraz pojawią się w niej usługa catch-up TV i rozbudowany serwis pogodowy, a zmiany związane są m.in. ze zmianami standardu nadawania naziemnej telewizji cyfrowej z DVB-T na DVB-T2/HEVC. 10 listopada 2021 TVP Stream pojawiło się jako kanał telewizyjny w naziemnej telewizji cyfrowej na multipleksie testowym MUX 5. Na urządzeniach obsługujących platformę HbbTV uruchamia się Platforma Hybrydowa TVP, natomiast na urządzeniach nieposiadających obsługi tej platformy nadawana jest plansza informująca o serwisie HbbTV nadawcy publicznego. W czwartek, 23 grudnia 2021, w związku z zapowiedzianą zmianą standardu nadawania naziemnej telewizji cyfrowej, Telewizja Polska uruchomiła planszę SprawdzamTV, którą można znaleźć na pozycji 28 naziemnej telewizji cyfrowej. Celem było umożliwienie wszystkim odbiorcom łatwego przetestowania odbiornika. 1 lutego 2022 kanał TVP Stream w naziemnej telewizji cyfrowej zastąpiło TVP GO. 14 lutego 2022 Telewizja Polska udostępniła aplikację TVP GO na urządzenia mobilne z systemami operacyjnymi iOS i Android, w której dostępna jest transmisja na żywo wszystkich stacji telewizyjnych należących do TVP z wyjątkiem TVP HD i TVP Seriale oraz TVP Wilno. 1 czerwca 2023 roku w serwisie TVP VOD został udostępniony sygnał telewizyjny 19 stacji telewizyjnych należących do TVP tj. TVP1, TVP2, TVP Info, TVP Kobieta, TVP Kultura, TVP Sport, TVP Historia, TVP ABC, TVP Dokument, TVP Nauka, TVP Polonia, TVP Rozrywka, TVP Historia 2, Alfa TVP, TVP ABC 2, TVP Kultura 2, Belsat TV, TVP World i 16 oddziałów terenowych TVP3 oraz należący do ukraińskiego nadawcy publicznego kanał UA1; a 12 grudnia tego samego roku do serwisu również dołączono kanały TVP Seriale i TVP HD dla subskrybentów TVP VOD+. W nocy z 14 na 15 grudnia 2023 roku miało miejsce przełączenie trzeciego multipleksu naziemnej telewizji cyfrowej do standardu DVB-T2/HEVC w zachodniej części Polski, tj. województwa: zachodniopomorskie, pomorskie, lubuskie, wielkopolskie, kujawsko-pomorskie, łódzkie, dolnośląskie, opolskie i śląskie; zaś później z kolei w nocy z 18 na 19 grudnia 2023 multipleks został przełączony we wschodniej części Polski, tj. województwa: lubelskie, małopolskie, mazowieckie, podkarpackie, podlaskie, świętokrzyskie i warmińsko-mazurskie.

#### Zarzuty upolitycznienia za rządów PiS
30 grudnia 2015 – kilka tygodni po zwycięstwie Prawa i Sprawiedliwości w wyborach parlamentarnych – Sejm uchwalił nowelizację Ustawy o radiofonii i telewizji, na mocy której Ministerstwo Skarbu Państwa przejęło od Krajowej Rady Radiofonii i Telewizji kompetencje organu powołującego i odwołującego zarządy i rady nadzorcze TVP oraz Polskiego Radia. Była to znacząca zmiana względem obowiązującego dotychczas prawa – przed jego zmianą członków rad nadzorczych powoływała KRRiT, a Ministerstwo Kultury i Dziedzictwa Narodowego oraz Ministerstwo Skarbu Państwa wskazywały po jednym przedstawicielu; z kolei zarządy TVP i PR były wybierane w konkursach przez rady nadzorcze, a ostateczne rozstrzygnięcia musiała zaakceptować KRRiT. Ponadto nowelizacja znosiła kadencyjność zarządów i rad nadzorczych mediów państwowych, a z dniem jej wejścia w życie następowało wygaszenie mandatów ich dotychczasowych członków. Reprezentujący PiS Ryszard Terlecki stwierdził, że media publiczne wykazały się „skrajnie nierzetelną pracą” w kontekście relacjonowania sporu wokół Trybunału Konstytucyjnego poprzez krytykowanie poczynań rządu, co należało zakończyć. W podobnym, krytycznym wobec TVP tonie wypowiadali się prezydent Andrzej Duda i jego przedstawiciele, którzy utrzymywali, że celem nowelizacji jest przywrócenie bezstronności, obiektywności i wiarygodności mediów publicznych.
31 grudnia Senat przyjął nowelizację ustawy. Tego samego dnia w proteście przeciwko nowelizacji do dymisji podali się dyrektorzy TVP1, TVP2, TVP Kultura, Telewizyjnej Agencji Informacyjnej oraz kadr. 7 stycznia 2016 prezydent podpisał nowelizację, która weszła w życie następnego dnia, na skutek czego Janusz Daszczyński przestał pełnić funkcję prezesa TVP. Tego samego dnia stanowisko to objął Jacek Kurski, wieloletni polityk PiS. Od tego czasu w publicystyce na określenie Telewizji Polskiej pod rządami Prawa i Sprawiedliwości pojawił się neologizm TVPiS, powstały z połączenia skrótu TVP oraz nazwy partii PiS. Określenie to, początkowo postrzegane jako żałośliwe, z czasem stało się trafnym opisem rzeczywistości. Według medioznawczyni z Uniwersytetu Szczecińskiego, dr hab. Pauliny Olechowskiej, określenie to „trzeba traktować jako nowy wyraz posiadający wiele pomniejszych znaczeń, do których można zaliczyć: upartyjnienie mediów publicznych przez PiS (zarządzanie); telewizję propagandową, wspierającą określoną partię polityczną (treść)”.
Nowelizacja ustawy o radiofonii i telewizji z 30 grudnia 2015, określana jako „mała ustawa medialna”, obowiązywała do 30 czerwca 2016. Do tego czasu miała zostać opracowana nowa ustawa o mediach publicznych, reformująca ich strukturę prawno-organizacyjną i sposób finansowania, która z czasem została podzielona na trzy ustawy, mające wejść w skład tzw. dużej ustawy medialnej. Ostatecznie prac nad „dużą ustawą medialną” nie udało się zakończyć przed upływem 1 lipca, w związku z czym 22 czerwca 2016 Sejm przyjął tzw. pomostową ustawę medialną. Ustawa ta powołała do życia Radę Mediów Narodowych, która przejęła od Ministerstwa Skarbu Państwa kompetencje organu powołującego i odwołującego zarządy i rady nadzorcze TVP oraz Polskiego Radia. W skład rady wchodzą trzy osoby wybierane przez Sejm i dwie wskazane przez największe kluby opozycyjne, powoływane przez prezydenta, co w praktyce oznacza, że większość głosów w Radzie należy do osób, które zostały zgłoszone i wybrane przez mające w Sejmie większość Prawo i Sprawiedliwość. Choć w sierpniu 2016 RMN odwołała Jacka Kurskiego z funkcji prezesa zarządu TVP, szybko wycofała się z tej decyzji i zdecydowała, że uchwała w tej sprawie wejdzie w życie dopiero po wyłonieniu w konkursie nowego prezesa telewizji. Konkurs został rozstrzygnięty w październiku 2016 – głosami członków Rady wybranych tam z rekomendacji PiS oraz Kukiz’15 wygrał go Jacek Kurski.
Na równi z wprowadzaniem zmian ustawowych, na początku 2016 w TVP rozpoczęta została wymiana kadrowa. Osoby dotychczas pracujące w stacji zastąpili nowi dziennikarze, związani poprzednio z różnymi mediami, głównie prawicowymi i konserwatywnymi: Telewizją Republika i tygodnikiem „W Sieci”, a także m.in. z Polsatem, Radiem Wnet, „Gazetą Polską Codziennie” i Telewizją Trwam. Również w roli komentatorów bieżących wydarzeń, występujących w programach informacyjnych i publicystycznych TVP, zaczęły pojawiać się przede wszystkim osoby związane z prawą stroną sceny dziennikarsko-politycznej; niejednokrotnie osoby te miały bezpośrednie powiązania z PiS, o czym widzowie nie byli informowani. Z TVP pożegnało się wielu z jej dotychczasowych pracowników i pracowniczek – zwolnione zostały m.in. Beata Tadla, Hanna Lis i Diana Rudnik, wypowiedzenie otrzymał Piotr Maślak, sam odszedł Piotr Kraśko. TVP nie przedłużyła też umowy z Tomaszem Sekielskim. Po 2015 roku TVP stopniowo usuwała ze swoich programów wszystkich nieprzychylnych PiS komentatorów politycznych, nawet jeśli nie byli oni jednocześnie wrogo nastawieni do prawicowo-konserwatywnych wartości będących podstawą programu politycznego tej partii. Taki los spotkał m.in. Andrzeja Stankiewicza z Onetu czy Michała Wróblewskiego z Wirtualnej Polski, którzy pojawiali się na antenach TVP w roli komentatorów w początkowym okresie rządów PiS. Od występów w programach informacyjnych TVP zostali odsunięci nawet Łukasz Warzecha i Rafał Ziemkiewicz z konserwatywnego tygodnika „Do Rzeczy”. Próżno było szukać publicystów np. z umiarkowanie prawicowej „Rzeczpospolitej” czy pluralistycznego „Dziennika Gazety Prawnej”. W marcu 2017, po 20 latach pracy w TVP, z telewizji zwolniono dziennikarza i krytyka kulinarnego Roberta Makłowicza za skrytykowanie stacji po tym, jak zmanipulowała jego wypowiedź dla własnych działań marketingowych. W kwietniu 2021 w atmosferze skandalu z TVP zwolniono innego wieloletniego dziennikarza tej stacji – Jana Pospieszalskiego, który w wyemitowanym 12 kwietnia 2021 na antenie TVP3 odcinku prowadzonego przez siebie programu publicystycznego Warto rozmawiać wraz z zaproszonymi do studia gośćmi krytycznie wypowiadał się na temat przyjętej przez drugi rząd Mateusza Morawieckiego strategii walki z pandemią koronawirusa w Polsce. Komisja Etyki TVP tydzień później uznała, że było to „naruszenie obowiązujących w Telewizji Polskiej zasad etyki dziennikarskiej”.

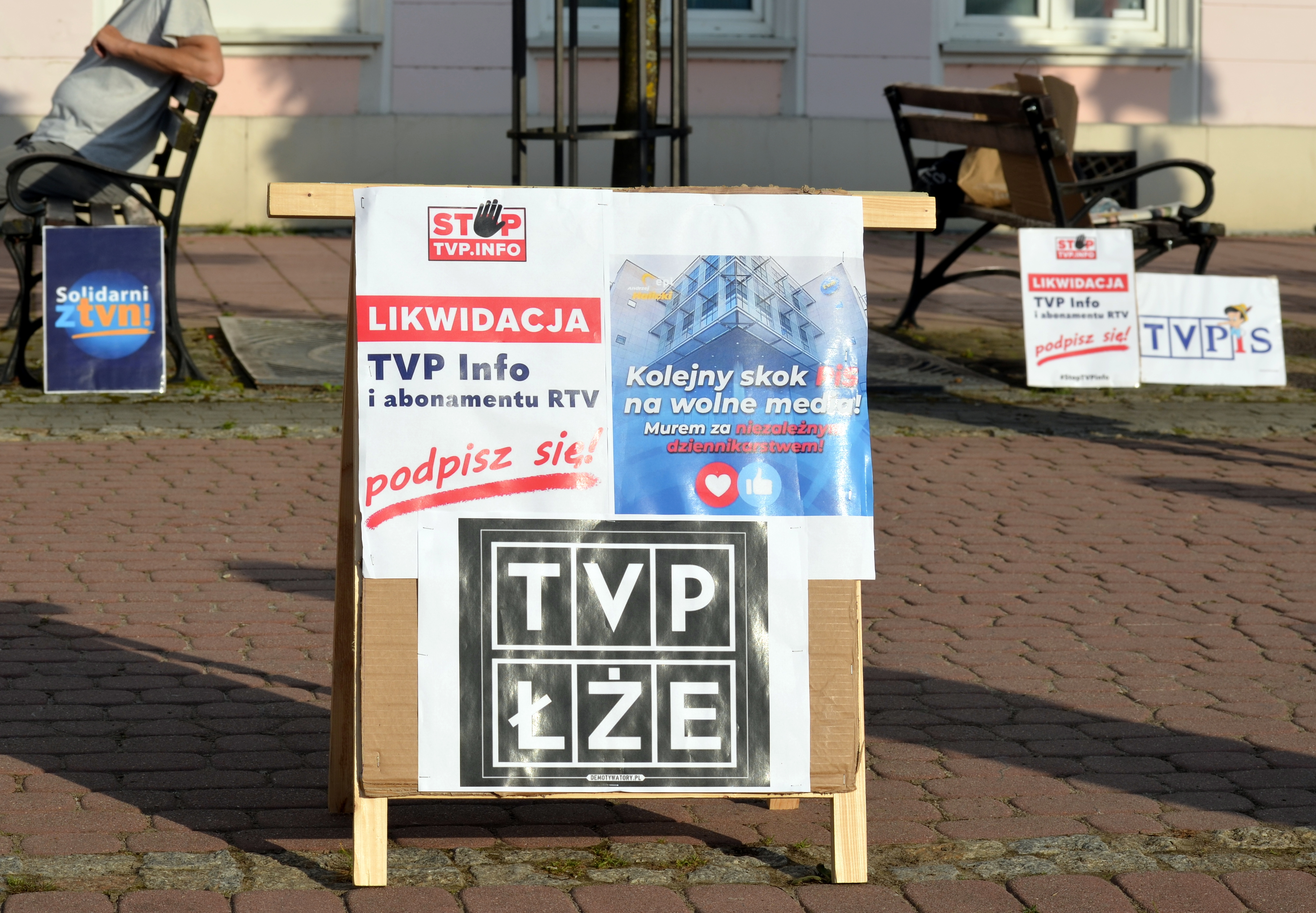
Hasła wyrażające krytykę wobec Telewizji Polskiej pod kierownictwem Jacka Kurskiego oraz zachęcające do poparcia inicjatywy likwidacji TVP Info (2021)

Od czasu zmian ustawowych i kadrowych Telewizja Polska była krytykowana za silne nastawienie prorządowe połączone z dyskredytowaniem krytyków władzy, przeczenie misji telewizji publicznej oraz łamanie zasad etyki dziennikarskiej, w tym zasad: prawdy, obiektywizmu, oddzielania informacji od komentarza, szacunku i tolerancji oraz pierwszeństwa dobra odbiorcy. Programom TVP Info, jak i Wiadomościom oraz innym programom informacyjnym emitowanym na antenach TVP zarzucano dezinformację, przyrównywano je też do propagandy Dziennika Telewizyjnego w latach 70. i 80. w PRL. Publicystka OKO.press Agata Szczęśniak zarzuciła pracownikom TVP Info odpowiedzialnym za dobór komentarzy użytkowników Twittera, które następnie są wyświetlane podczas programów, że wybierają tylko te zgodne z linią narracyjną władzy, by „podsycać nienawiść i pokazywać, że w społeczeństwie nie ma zróżnicowanych opinii – wszyscy popierają rząd”.
W odpowiedzi na oskarżenia o stronniczość Jacek Kurski wielokrotnie argumentował, że TVP podczas jego prezesury dokonała „przełamania monopolu informacyjnego” oraz przyczyniła się do zwiększenia pluralizmu w polskich mediach.
Wzrost skarg na TVP Info do Krajowej Rady Radiofonii i Telewizji

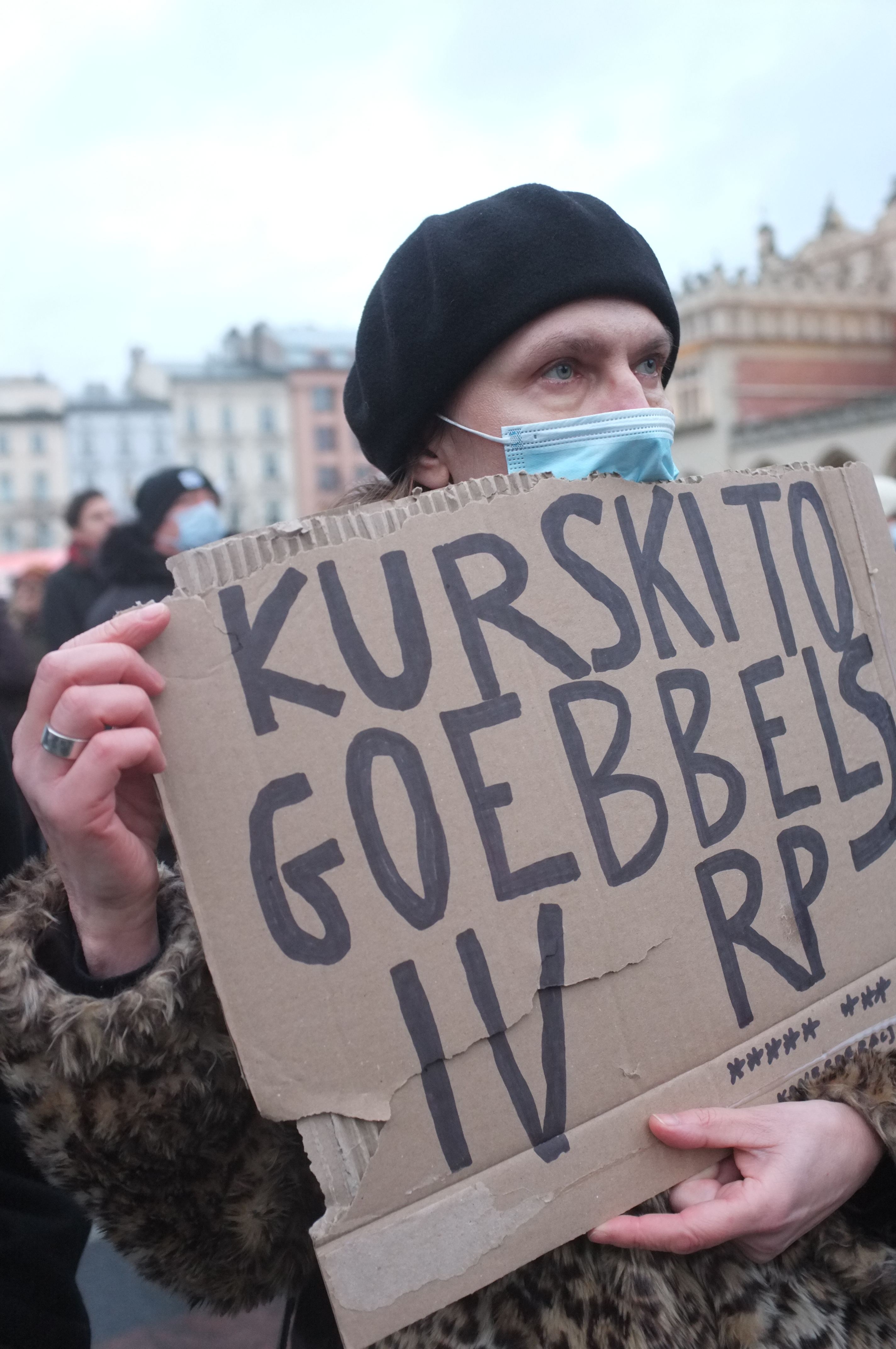
Olimpia Maciejewska z transparentem z tekstem o ówczesnym prezesie TVP: „Jacek Kurski to Goebbels IV RP”

Wraz ze zmianami w mediach publicznych w 2015 znacząco wzrosła liczba skarg składanych na Telewizję Polską do Krajowej Rady Radiofonii i Telewizji. Przykładowo: w czerwcu 2017 82 skargi dotyczyły treści zamieszczonych w programach informacyjnych TVP, z czego 66 odnosiło się do programów TVP Info, którym zarzucano nierzetelność, manipulację i stronniczość, między innymi w materiałach o muzułmanach. Spośród tej puli 54 skargi dotyczyły wydania programu Minęła 20 z 6 czerwca 2017 roku. Jego twórcom zarzucono dyskryminację muzułmanów i mowę nienawiści.
Spadek ocen wiarygodności i rzetelności TVP
Według sondażu przeprowadzonego w lutym 2019 przez Instytut Badań Rynkowych i Społecznych, Polacy oceniali TVP Info jako najmniej rzetelny spośród największych kanałów informacyjnych w Polsce. W sondażu tym 29,7 proc. badanych uznało, że TVP Info rzetelnie przekazuje informacje, przeciwnego zdania było 43,2 proc. respondentów. Lepiej respondenci ocenili rzetelność konkurencyjnych kanałów: TVN24 (rzetelna według 54,3 proc. badanych osób) oraz Polsat News (rzetelny według 45,7 proc. badanych osób).

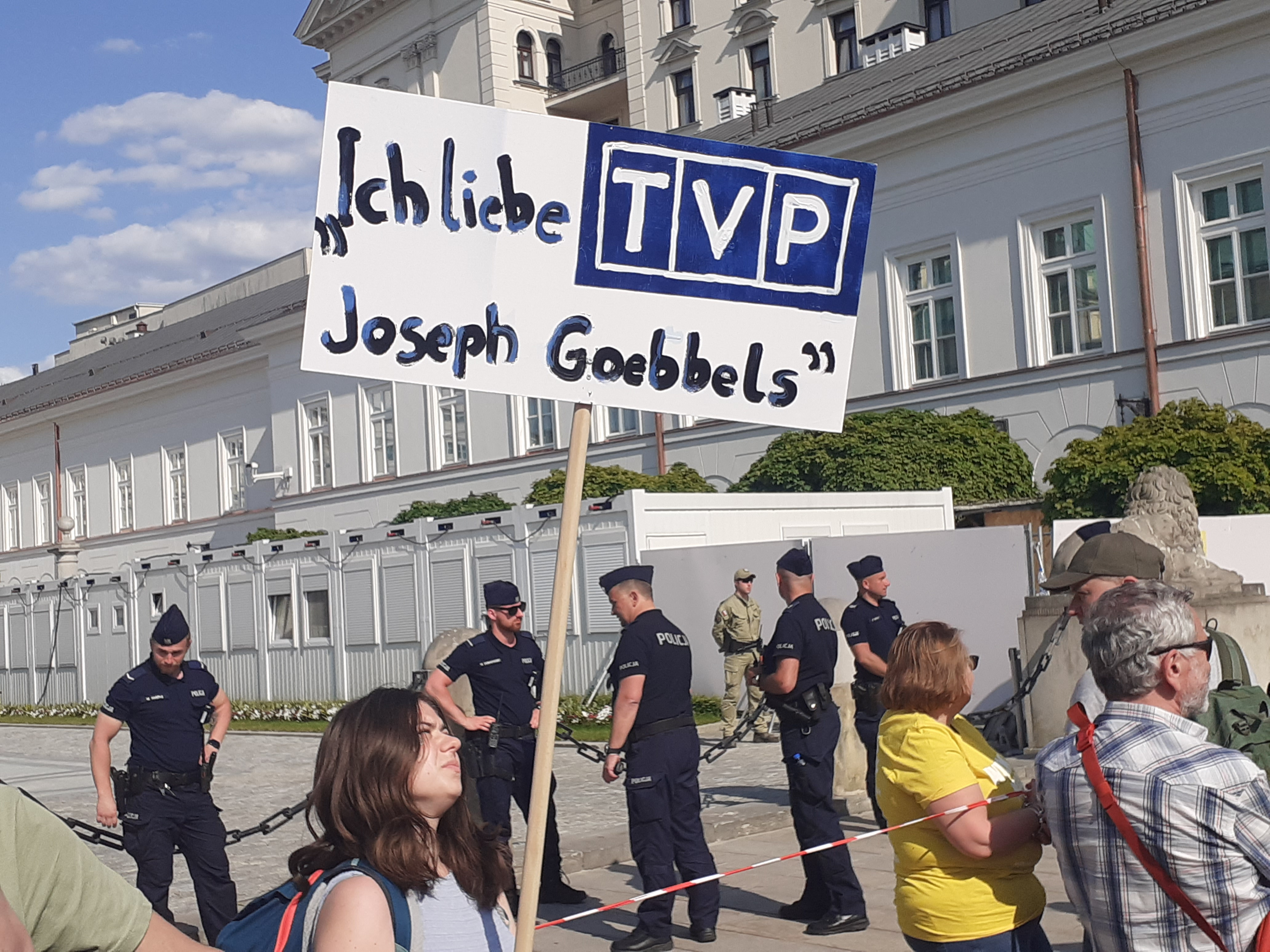
Uczestniczka marszu opozycji 4 czerwca 2023 z hasłem krytykującym wiarygodność TVP.

Według sondażu Centrum Badania Opinii Społecznej z maja 2019 programy TVP 1 oraz TVP Info częściej niż pozostali wybierali respondenci utożsamiający się z prawicą. W tym samym sondażu 38 proc. badanych uznało, że TVP Info nie jest wiarygodna (najbardziej krytycznie odbierany spośród wszystkich kanałów informacyjnych; poziom braku zaufania był o kilka punktów procentowych większy niż poziom braku zaufania wobec innych stacji).
W badaniu CBOS przeprowadzonym w kwietniu 2021 40 proc. ankietowanych dobrze oceniło Telewizję Polską, zaś 44 proc. – źle. Był to pierwszy raz od 1997 – tj. od momentu, kiedy CBOS rozpoczął badanie zmian opinii nt. TVP – gdy odsetek głosów krytycznych przewyższył liczbę opinii pozytywnych. W badaniu Digital News Report 2021 przeprowadzonym na zlecenie Reuters Institute for the Study of Journalism pion informacyjny Telewizji Polskiej zajął ostatnie miejsce w rankingu zaufania obejmującym 15 wybranych marek medialnych – 36 proc. respondentów uznało TVP za godne zaufania, przeciwnego zdania było 46 proc. ankietowanych (w tym samym badaniu konkurencyjne TVN i Polsat uzyskały po 64 proc. ocen pozytywnych i, kolejno, 20 i 15 proc. negatywnych).
Krytyka „pasków” emitowanych we Wiadomościach
W 2019 Rada Języka Polskiego opublikowała raport dotyczący „pasków” wyemitowanych w programie informacyjnym Wiadomości w latach 2016–2017, w którym stwierdzono między innymi:

Zdecydowana większość tekstów pasków (…) pełni funkcje nieinformacyjne – głównie perswazyjną (wpływanie na odbiorcę), magiczną (kreacja rzeczywistości) i ekspresywną (wyrażanie emocji i ocen nadawcy). (…) Wizja świata prezentowanego przez „Wiadomości” jest skrajnie jednostronna (…) – działania rządu i partii rządzącej są przedstawiane w sposób bezwzględnie pozytywny, podczas gdy działania partii opozycyjnych, ruchów obywatelskich czy instytucji Unii Europejskiej są oceniane wyłącznie negatywnie, niekiedy osoby i instytucje te są obiektem ogólnie pojętej deprecjacji (ironii, kpiny, ośmieszenia itd.). (…) Formuły językowe zawierające pierwiastek oceny pojawiają się na pasku poprzedzającym właściwy materiał reporterski, co sprawia, że widz ma mieć ukształtowaną wizję wydarzenia, zanim pozna jego szczegóły. Tylko co czwarty tekst (75 pasków na 306 [przeanalizowanych]) sygnujący materiał reporterski jest powiadomieniem w sensie ścisłym, tj. informacją intencjonalnie pozbawioną oceny. (…)
Należy [więc] stwierdzić, że „Wiadomości” TVP nie przekazują obywatelom obiektywnej informacji, lecz własną wizję omawianych wydarzeń. (…) Język jest tu traktowany (…) jako instrument w walce politycznej służący jednemu z podmiotów politycznych w celu kreacji własnej wizji świata i narzucaniu jej obywatelom. (…) Praktyka językowa i komunikacyjna w paskach „Wiadomości” ma często charakter manipulacyjny – (…) w wielu tekstach analizowanych pasków realizowane są nieetyczne zabiegi językowe, takie jak etykietowanie, stygmatyzacja, stereotypizacja, korzystne dla nadawcy operacje na znaczeniu słów, [lub na] ich nacechowaniu (…).

Materiały o Pawle Adamowiczu
Od 2015 programy informacyjne TVP w licznych materiałach zajmowały się postacią Pawła Adamowicza. Sposób, w jaki go w nich przedstawiano, wzbudzał kontrowersje ze strony Platformy Obywatelskiej – TVP było oskarżane o prowadzenie nagonki, a część komentatorów przypisywała nadawcy współodpowiedzialność za tragiczną śmierć prezydenta Gdańska.
Materiały dotyczące Andrzeja Dudy w trakcie kampanii przed wyborami prezydenckimi w 2020
W marcu 2020 prezydent Andrzej Duda podpisał ustawę nakazującą wydrukowanie papierów wartościowych o wartości prawie 2 mld zł i przekazaniu ich na media państwowe. Znaczna większość tych środków została przekazana TVP (87,7 proc.), reszta zaś Polskiemu Radiu i spółkom radiofonii regionalnej. Kilka miesięcy później Telewizja Polska była krytykowana przez część komentatorów, którzy zarzucali nadawcy jawne wspieranie Andrzeja Dudy w czasie kampanii wyborczej przed wyborami prezydenckimi w czerwcu 2020.

### Od 15 października 2023
W związku ze zmianą władzy w Polsce, nowo utworzony rząd planował zmiany w działaniu mediów publicznych. Z powodu zapowiedzi tych zmian, 14 grudnia 2023 odbyła się manifestacja przed siedzibą Telewizyjnej Agencji Informacyjnej, w ramach obrony ówczesnej struktury telewizji. W wydarzeniu uczestniczyły m.in. kluby Gazety Polskiej.
Media publiczne po zmianie władzy zaczęły być pomijane m.in. w konferencjach prasowych Donalda Tuska oraz oficjalnych delegacjach nowego premiera na szczyt w Brukseli, co spowodowało, że redakcje musiały wysłać swoich reporterów na własny koszt.
19 grudnia 2023 Sejm przyjął uchwałę w sprawie „przywrócenia ładu prawnego oraz bezstronności i rzetelności mediów publicznych”. Tego samego dnia minister kultury Bartłomiej Sienkiewicz powołując się na Kodeks spółek handlowych powołał nowe rady nadzorcze Telewizji Polskiej, Polskiego Radia i Polskiej Agencji Prasowej, które powołały nowe zarządy spółek. Odwołany został dotychczasowy prezes TVP Mateusz Matyszkowicz, który odmówił podpisania protokołu przekazania spraw spółki Telewizja Polska S.A.
20 grudnia 2023 nowy zarząd spółki TVP pojawił się w siedzibie spółki w celu przejęcia władzy nad stacją. W trakcie egzekwowania decyzji ministra doszło do przepychanek w siedzibie TVP, w wyniku których urazu ręki doznała posłanka Joanna Borowiak. W budynku miało miejsce kilka interwencji policji. Tego samego dnia wstrzymane zostało nadawanie kanałów TVP Info, TVP3 oraz TVP World, a także działalność portalu internetowego tvp.info. Z biblioteki platformy TVP VOD zniknęły wszystkie odcinki serialu dokumentalnego „Reset”. Nadawany przez TVP Info sygnał zastąpiony został sygnałem TVP1, zaś w przypadku TVP3 i TVP World – sygnałem TVP2 i TVP Polonia. Od wyłączenia TVP Info zaprzestano emisji innych programów informacyjnych (Teleexpressu, Panoramy, Wiadomości). W porze głównego wydania Wiadomości pokazano oświadczenie odczytane przez Marka Czyża o nadchodzących zmianach w Telewizji Polskiej i zaproszenie na wydanie Wiadomości kolejnego dnia.
Przeciwnicy zmian scharakteryzowali je jako dokonane siłą i w sposób nietransparentny. 20 grudnia wieczorem przed gmachem Telewizji Polskiej w Warszawie, a także przed jej oddziałami w innych miastach odbyły się manifestacje w obronie starych struktur TVP. Krajowa Rada Radiofonii i Telewizji wydała oświadczenie, w którym oceniła, że odwołanie Zarządów oraz Rad Nadzorczych mediów publicznych przez Ministra Kultury i Dziedzictwa Narodowego jest rażącym naruszeniem prawa. Także Rada Mediów Narodowych wydała oświadczenie, w którym określiła działania Bartłomieja Sienkiewicza wobec spółek mediów publicznych jako bezprawne i przedstawiła stanowisko, według którego tylko jej przysługuje prawo do dokonywania zmian osobowych w tych spółkach, a przepisy Kodeksu spółek handlowych stosuje się do nich wyłącznie w zakresie nieunormowanym w ustawie o radiofonii i telewizji. Rada odniosła się także do postanowienia Trybunału Konstytucyjnego z 14 grudnia 2023 wzywającego Skarb Państwa do powstrzymania się od czynności zmierzających do likwidacji spółek publicznej radiofonii i telewizji oraz dokonywania zmiany w ich zarządach, które minister uznał za prawnie niewiążące. Profesor Michał Romanowski uznał jednak, że odwołany zarząd nie może zaskarżyć uchwały Bartłomieja Sienkiewicza, przyznając, że uchwałę mogą zaskarżyć wyłącznie akcjonariusze, członkowie zarządu i rady nadzorczej, czyli w praktyce minister kultury, powołani przez niego członkowie rady nadzorczej oraz nowi członkowie zarządu. Uchwała walnego zgromadzenia w takich sprawach korzysta na czas ewentualnego procesu z domniemania ważności zgodnie z uchwałą składu siedmiu sędziów SN z 18 września 2013 r. (III CZP 13/13). Prezydent Andrzej Duda w piśmie skierowanym do premiera Donalda Tuska stwierdził, że cel polityczny nie może stanowić usprawiedliwienia dla łamania zasad konstytucyjnych i prawa i wezwał Ministra Kultury, Premiera i Radę Ministrów do respektowania polskiego porządku prawnego. Tusk tego samego dnia odpowiedział prezydentowi: dzisiejsze działania mają na celu – zgodnie z Pana intencją – przywrócenie ładu prawnego i zwykłej przyzwoitości w życiu publicznym. Może Pan liczyć w tej sprawie na naszą determinację i żelazną konsekwencję.
Środowisko Prawa i Sprawiedliwości skrytykowało działania nowego rządu, zarzucając mu łamanie prawa, zasad demokracji i wolności słowa. W środowiskach krytycznych wobec zmian w TVP były one porównywane do ustroju Białorusi, zamachu stanu, a także pojawiały się porównania do stanu wojennego w Polsce z 1981 roku. Przewodniczący KRRiT Maciej Świrski porównał do stanu wojennego wyłączenie nadawania TVP Info, a dziennikarz TVP Michał Adamczyk porównał niewyemitowanie Wiadomości do zaprzestania nadawania Teleranka w dniu ogłoszenia stanu wojennego – określając koalicję KO-PSL-PL2050-NL w nawiązaniu do daty zaprzysiężenia rządu jako koalicja 13 grudnia. Konfederacja przedstawiła stanowisko, iż nielegalne były zarówno zmiany w mediach państwowych dokonywane przez rząd PiS, jak i przez trzeci rząd Donalda Tuska. Patryk Słowik na łamach portalu Wirtualna Polska opublikował artykuł, w którym skrytykował politykę PiS-u wobec mediów publicznych i wskazał na konieczność zmian, jednak negatywnie ocenił sposób ich dokonania, opiniując, że nowy rząd także postąpił niezgodnie z prawem i Konstytucją, zastrzegając przy tym, iż jego działania są skuteczne.
Sytuacją zainteresowały się zagraniczne media takie jak m.in. BBC, Reuters czy Politico. Redaktor BBC odpowiedział na zarzuty polityków PiS, pisząc, że: Za poprzednich rządów Polska spadła z 18. miejsca na 57. miejsce w Światowym Indeksie Wolności Prasy. Jak więc Pan Kaczyński może twierdzić, że protest broni demokracji i pluralizmu mediów? Jego zdaniem pluralizm mediów zostanie zmniejszony, gdy PiS straci kontrolę nad TVP.
24 grudnia 2023 stara rada nadzorcza – odwołana 19 grudnia 2023 na walnym zgromadzeniu akcjonariuszy Spółki – podjęła uchwałę o delegowaniu Macieja Łopińskiego na stanowisko p.o. prezesa TVP. Tego samego dnia minister kultury oraz nowe władze TVP odniosły się do decyzji starej rady nadzorczej spółki, określając ją jako „prawnie nieskuteczną”. Dnia 26 grudnia 2023 Rada Mediów Narodowych powołała Michała Adamczyka na nowego prezesa TVP, którego głównym zadaniem ma być przywrócenie „ładu korporacyjnego” i prawnego w związku z działaniami podjętymi w spółce.
27 grudnia 2023 Minister Kultury i Dziedzictwa Narodowego w związku z wetem Prezydenta w sprawie finansowania spółki postawił ją w stan likwidacji.
10 stycznia 2024 roku XIII wydział Gospodarczy KRS w Warszawie oddalił wniosek o wpisanie do Krajowego Rejestru Sądowego Tomasza Syguta jako prezesa zarządu Telewizji Polskiej.
13 stycznia 2024 roku po trzech i pół tygodniach zakończyła się trwająca od 20 grudnia 2023 roku okupacja budynku TAI przez dotychczasową ekipę dziennikarską.
22 stycznia 2024 roku Referendarz Sądowy Sądu Rejonowego dla m.st. Warszawy powołując się na wyrok Trybunału Konstytucyjnego oddalił wniosek o wpisanie likwidatorów TVP i PR do KRS. 8 kwietnia 2024 roku, na skutek skargi na to postanowienie wniesionej przez TVP, Sąd Rejonowy dla m.st. Warszawy zatwierdził w Krajowym Rejestrze Sądowym postanowienie o postawieniu w stan likwidacji spółki Telewizja Polska S.A.
Postanowieniem z 18 kwietnia 2024 Sąd Rejonowy dla m.st. Warszawy umorzył postępowanie w sprawie wniosku Michała Adamczyka o jego wpisanie do Krajowego Rejestru Sądowego jako prezesa zarządu TVP, uznając że wobec skutecznego otwarcia likwidacji i wpisania Daniela Gorgosza jako likwidatora Spółki, wszelki spór korporacyjny został zakończony. Oznacza to, że Michał Adamczyk nie jest w świetle prawa prezesem TVP.
Po 20 grudnia 2023 wśród części publicystów i medioznawców pojawiły się zarzuty o wspieranie rządzącej koalicji KO-PSL-PL2050-NL i trzeciego rządu Donalda Tuska.
11 października 2024 Sejm RP X kadencji głosami posłów rządzącej koalicji KO-PSL-PL2050-NL i klubu Konfederacji odwołał Krzysztofa Czabańskiego ze składu i funkcji przewodniczego Rady Mediów Narodowych (RMN). Tym samym partia polityczna Prawo i Sprawiedliwość (PiS) straciła większość w 5-osobowym składzie Rady Mediów Narodowych, co według części publicystów i medioznawców, w tym będącego członkiem RMN byłego prezesa TVP S.A. w latach 1998–2004, a wcześniej członka KRRiT w latach 1996–1998 Roberta Kwiatkowskiego ma na celu doprowadzenie docelowo do cofnięcia postawienia w stan likwidacji spółek mediów publicznych (TVP i PR) i PAP. 31 października 2024 klub Koalicji Obywatelskiej (KO) zgłosił do Rady Mediów Narodowych (RMN) kandydaturę posła Wojciecha Króla. 5 grudnia 2024 poseł Wojciech Król został wybrany przez Sejm X kadencji w skład Rady Mediów Narodowych (RMN), a 12 grudnia 2024 został powołany na jej przewodniczącego. 4 marca 2025 Rada Mediów Narodowych (RMN) w nowym składzie uchyliła uchwałę poprzedniego składu Rady Mediów Narodowych (RMN) powołującą Michała Adamczyka na prezesa TVP i Tomasza Owsińskiego na członka zarządu TVP.

## Kalendarium TVP

### Do 1939
- 5 października 1938 i 26 sierpnia 1939 – pokazy próbnej transmisji telewizyjnej w Warszawie.

### 1952–1989
- 25 października 1952, godz. 19:00 – emisja pierwszego ogólnopolskiego programu telewizyjnego. Ten moment uważa się za początek Telewizji Polskiej.
- 5 grudnia 1952 – emisja pierwszego programu sportowego polskiej telewizji – pokazowe walki na szable[161].
- 23 stycznia 1953 – rozpoczęcie regularnej emisji programu.
- 30 kwietnia 1956 – emisja pierwszego programu informacyjnego – Wiadomości Dnia.
- 11 listopada 1956 – emisja pierwszej transmisji sportowej – mecz bokserski Skra Warszawa – Gwardia Łódź, który komentował Zbigniew Smarzewski[161].
- 2 października 1957 – powstał Dziennik Telewizyjny.
- 9 listopada 1958 – emisja pierwszego wydania Telewizyjnego Kuriera Warszawskiego.
- 3 stycznia 1961[162] – początek codziennej emisji programu telewizyjnego.
- 28 sierpnia 1963 – przeprowadzenie pierwszej transmisji satelitarnej.
- 20 marca 1965 – pierwsza transmisja Konkursu Piosenki Eurowizji
- 2 października 1970 – powstał drugi ogólnopolski program telewizyjny.
- 12 stycznia 1985 – uruchomienie ośrodka regionalnego w Lublinie (TVP Lublin, obecnie TVP3 Lublin).
- 26 czerwca 1986 – powstał Teleexpress.
- 1987 – koniec monopolu TVP na nadawanie programu telewizyjnego[37].
- 29 marca 1987 – po raz ostatni Dziennik Telewizyjny pojawił się równolegle na obu antenach Telewizji Polskiej.
- 30 marca 1987 – powstał program informacyjny Panorama dnia.
- 1 stycznia 1989 – powstała Telegazeta, pierwszy w Polsce teletekst.
- 17 listopada 1989 – ostatnie wydanie Dziennika Telewizyjnego.

### 1989–2015
- 18 listopada 1989 – pierwsze wydanie Wiadomości.
- 19 października 1990 – powstał ośrodek regionalny TVP Rzeszów (później TVP3 Rzeszów).
- lipiec 1991 – decyzja o likwidacji Radiokomitetu działającego w rzeczywistości do 1993.
- 2 września 1991 – Panorama dnia została zastąpiona przez Panoramę.
- 1 marca 1992 – zmiana skrótu TP na TVP, zmiana loga TVP, oznaczeń na wszystkich antenach oraz wprowadzenie nowych, rewolucyjnych pod względem techniki wykonania, wyglądu opraw graficznych na antenach stacji.
- 24 października 1992 – próbna emisja programu satelitarnego TVP Polonia skierowanego do Polaków mieszkających za granicą, emitowanego regularnie od 31 marca 1993.
- 29 grudnia 1992 – powołanie mocą ustawy KRRiT mającej pełnić funkcję regulatora rynku mediów elektronicznych w Polsce oraz zadecydowano o podziale Państwowej Jednostki Organizacyjnej Polskie Radio i Telewizja na: Polskie Radio podzielone na 18[163] niezależnych spółek (jedną nadającą programy ogólnopolskie oraz siedemnaście nadających programy regionalne) oraz na Telewizję Polską (2 programy ogólnopolskie i 10 ośrodków regionalnych, oraz testowo działającą TVP Polonia).
- 1 stycznia 1993 – TVP została członkiem Europejskiej Unii Nadawców (EBU).
- 31 marca 1993 – TVP Polonia rozpoczyna oficjalną emisję.
- 1 stycznia 1994:
  - TVP2, TVP Polonia i ośrodki regionalne TVP przeszły z SECAM na PAL,
  - powstał ośrodek regionalny TVP Bydgoszcz (obecnie TVP3 Bydgoszcz).
- 5 września 1994 – jedenaście ośrodków regionalnych przystąpiło do tworzenia pasma wspólnego (TVP Regionalna)[164][165].
- 1 stycznia 1995 – TVP1 przeszedł z SECAM na PAL, co oznaczało zakończenie procesu przejścia z systemu SECAM na PAL.
- 30 marca 1996 – Prasowa Agencja Telewizyjna, działająca pod kierunkiem red. Zygmunta Kościelskiego, uruchomiła stronę internetową TVP.
- lipiec 1996 – powołanie redakcji TVP w Toruniu[166]
- 31 grudnia 1996 – TVP Polonia zaczęła nadawać w systemie PALplus i w formacie 16:9. Była to premiera formatu panoramicznego w TVP. Pokazano ident i rozmowę w studio z prezesem o tym systemie i panoramicznym formacie oraz dwa filmy zastosowane w tym formacie: Pan Wołodyjowski i Potop[167][168].
- 30 marca 1997 – uruchomiono kanał tematyczny Tylko Muzyka, emitowany do 15 lutego 1998 ze względów formalno-prawnych.
- 21 grudnia 1997 – powstała TVP Białystok (obecnie TVP3 Białystok).
- 1998 – powstała oficjalna strona internetowa Telewizji Polskiej – www.tvp.pl[44].
- 28 lutego 2001 – powołano cztery ośrodki regionalne:
  - Świętokrzyski Ośrodek Regionalny TVP S.A. w Kielcach – podlegający Oddziałowi Terenowemu w Krakowie[169],
  - Opolski Ośrodek Regionalny TVP S.A. w Opolu – podlegający Oddziałowi Terenowemu w Katowicach[169],
  - Warmińsko-Mazurski Ośrodek Regionalny TVP S.A. w Olsztynie – podlegający Oddziałowi Terenowemu w Gdańsku[169],
  - Lubuski Ośrodek Regionalny TVP S.A. w Gorzowie Wielkopolskim – podlegający Oddziałowi Terenowemu w Poznaniu[169].
- 3 marca 2002 – uruchomiono trzeci program telewizji publicznej – TVP3 – zastępując dotychczasowe programy regionalne[170].
- kwiecień 2002 – TVP otrzymała nagrodę od Telewizyjnego Zgromadzenia Europejskiej Unii Nadawców za wybitne osiągnięcia w 2002 roku[171][172][173][174]
- 7 marca 2003 – zmiana identyfikacji marki, w tym logo wszystkich kanałów telewizyjnych.
- 21 września 2003 – do gmachu Telewizji Polskiej wtargnął uzbrojony dwudziestodwuletni terrorysta[175][176]. Sterroryzował strażnika i koniecznie chciał rozmawiać z wydawcą. Kilkadziesiąt minut później terrorysta ze strażnikiem weszli do studia. Całe zdarzenie nagrała kamera w studiu, lecz żaden kanał nie przerwał swoich programów. Około godz. 21:00 powołano sztab kryzysowy, a godzinę później do budynku telewizji przyjechali dziennikarze, policyjni negocjatorzy oraz grupa antyterrorystyczna. Po ponad trzech godzinach akcji, ok. 23:30, został on obezwładniony. Jak się później okazało, mężczyzna trzymał w ręku nienabity pistolet gazowy[175]. Następnego dnia około godziny 15:30 w tym samym studiu odbyła się konferencja prasowa policji oraz władz telewizji, a 24 godziny po zdarzeniu na antenie TVP1 wyemitowano dwudziestominutowy reportaż z tego zdarzenia[177].
- 1 stycznia 2005 – zgodnie z Ustawą z dnia 2 kwietnia 2004 r. o zmianie ustawy o radiofonii i telewizji, uruchomiono 4 nowe oddziały terenowe:
  - Oddział Terenowy TVP S.A. w Kielcach[178] – dotychczasowy Świętokrzyski Ośrodek Regionalny TVP S.A. w Kielcach,
  - Oddział Terenowy TVP S.A. w Opolu[178] – dotychczasowy Opolski Ośrodek Regionalny TVP S.A. w Opolu,
  - Oddział Terenowy TVP S.A. w Olsztynie[178] – dotychczasowy Warmińsko-Mazurski Ośrodek Regionalny TVP S.A. w Olsztynie,
  - Oddział Terenowy TVP S.A. w Gorzowie Wielkopolskim[178] – dotychczasowy Lubuski Ośrodek Regionalny TVP S.A. w Gorzowie Wielkopolskim.
- 9 stycznia 2005 – uruchomiono telewizję interaktywną (dzięki wykorzystaniu sieci Pionier). Docelowo miała ona stać się platformą, w ramach której programy TVP miały być rozpowszechniane w internecie przy użyciu modelu Wideo na życzenie.
- 24 kwietnia 2005 – został uruchomiony kanał tematyczny TVP Kultura.
- maj/czerwiec 2005 – debiut TVP Kultura w Cyfrowym Polsacie.
- 18 listopada 2006 – uruchomiono kanał tematyczny TVP Sport.
- 13 grudnia 2006 – został uruchomiony kanał TVP w serwisie internetowym YouTube[179].
- 3 maja 2007 – uruchomiono kanał tematyczny TVP Historia.
- 6 października 2007 o 5.29 – uruchomiono kanał tematyczny TVP Info (dawniej jako TVP3).
- 6 sierpnia 2008 – uruchomienie stacji TVP HD – pierwszego kanału Telewizji Polskiej w wysokiej rozdzielczości (HDTV).
- 20 marca 2009 – debiut TVP Sport i TVP Info w Cyfrowym Polsacie.
- 15 września 2009 – uruchomiono platformę cyfrową TVP.
- 1 września 2010 – rozpoczęcie całodobowego nadawania programu przez TVP1 i TVP2 (z zachowaniem krótkich przerw między ramówkami).
- 6 grudnia 2010 – uruchomiono kanał tematyczny TVP Seriale.
- 10 stycznia 2011 – rozpoczęcie testowej emisji kanału TVP1 w systemie HDTV (jako TVP1 HD) – wyłącznie w ofercie satelitarnej telewizji n[180].
- 4 kwietnia 2011 – debiut TVP HD i TVP Seriale w Cyfrowym Polsacie.
- 5 maja 2011 – debiut TVP Historia w Cyfrowym Polsacie.
- 16 czerwca 2011 – uruchomiono pierwszy internetowy kanał tematyczny TVP Parlament[181].
- 31 maja 2012:
  - rozpoczęto cyfrową, naziemną emisję kanałów TVP1 i TVP2 w standardzie HD (jako TVP1 HD oraz TVP2 HD), przy czym oficjalna data startu kanału TVP2 HD to 1 czerwca 2012[182].
  - rozpoczęcie regularnego, satelitarnego przekazu programu TVP1 w systemie HD (TVP1 HD)[183].
- 1 czerwca 2012:
  - rozpoczęcie regularnego, satelitarnego przekazu programu TVP2 HD[183].
  - programy TVP1 HD oraz TVP2 HD stały się dostępne w sieciach telewizji kablowych[182].
- 5 lipca 2012:
  - uruchomienie (w ramach HbbTV) aplikacji z informacjami nt. pogody i regionu, z którego TVP jest odbierana[184].
- 15 kwietnia 2013 – uruchomiono kanał tematyczny TVP Rozrywka. TVP Rozrywka jest w tym samym dniu dostępna w Cyfrowym Polsacie.
- 23 lipca 2013 – kanały TVP1, TVP2 i TVP Info zakończyły nadawanie w naziemnej telewizji analogowej.
- 1 września 2013 – powstał kanał TVP Regionalna będący pasmem wspólnym z lokalnymi pasmami, zmiana profilu TVP Info z kanału informacyjno-regionalnego na typowo informacyjny.
- 6 września 2013 – debiut TVP Regionalnej w Cyfrowym Polsacie.
- 12 stycznia 2014 – kanał tematyczny TVP Sport rozpoczął emisję w jakości HDTV.
- 15 lutego 2014 – uruchomiono kanał tematyczny TVP ABC[45]
- 3 lipca 2015 – rozpoczęcie testowej emisji DVB-T2 w rozdzielczości 4K i z kompresją HEVC, prowadzonej z masztu RTCN Raszyn (odbiór możliwy wyłącznie w okolicach Warszawy) na kanale nr 7 (191,50 MHz) z mocą ERP 3,5 kW i polaryzacją pionową (V)[185].
- 30 grudnia 2015 – Sejm uchwalił nowelizację ustawy o radiofonii i telewizji, na mocy której od KRRiT kompetencje organu powołującego i odwołującego zarządy i rady nadzorcze TVP i PR przejęło Ministerstwo Skarbu Państwa i wygaszającą kadencje dotychczasowych zarządów TVP i PR[66].

### 2016–2023
- 1 stycznia 2016 – ówcześni dyrektorzy Telewizji Polskiej, w proteście przeciwko nowelizacji ustawy medialnej, podali się do dymisji[71]
- 2 stycznia 2016 – zmiana nazwy TVP Regionalnej na TVP3 połączona ze zmianami programowymi.
- 22 czerwca 2016 – powołanie Rady Mediów Narodowych, która przejęła od Ministerstwa Skarbu Państwa kompetencje organu powołującego i odwołującego zarządy i rady nadzorcze TVP, PR oraz PAP[79].
- 30 września 2016 – kanał tematyczny TVP Info rozpoczął emisję w jakości HDTV.
- 1 stycznia 2017 – TVS stała się pierwszym niezależnym od TVP kanałem, w którym czas antenowy sprzedaje Biuro Reklamy telewizji publicznej[186]. Ponadto debiut TVP ABC w Cyfrowym Polsacie.
- 6–7 kwietnia 2017 – TVP1, TVP2 i TVP Sport zakończyły emisję w wersji SDTV na satelicie Hot Bird (13⁰E)[187][188][189].
- 20 kwietnia 2017 – kanał tematyczny TVP Info zakończył emisję w wersji SDTV[188][189][190].
- 7 czerwca 2018 – kanał tematyczny TVP Sport w wersji SD zastąpił TVP Rozrywkę w naziemnej telewizji cyfrowej.
- 14 czerwca 2018 – uruchomiono stację TVP 4K – kanał Telewizji Polskiej w ultrawysokiej rozdzielczości (UHDTV).
- 11 listopada 2018 – z okazji 100-lecia odzyskania przez Polskę niepodległości uruchomiono kanał TVP World, drugi obcojęzyczny kanał Telewizji Polskiej
- 22 grudnia 2018 – uruchomienie TVP Sport w wersji HD w MUX 8 naziemnej telewizji cyfrowej.
- 17 września 2019 – powstał kanał TVP Wilno, przeznaczony dla Polaków mieszkających na Litwie[50].
- 23 października 2019 – uruchomienie TVP Kultura w wersji HD.
- 23 marca 2020 – uruchomienie kanałów internetowych TVP eSzkoła i TVP eSzkoła Domowe Przedszkole[191].
- 2 kwietnia–9 czerwca 2020 – tymczasowa emisja kanału TVP HD w jakości SD na 8. multipleksie NTC.
- 26 czerwca 2020 – uruchomienie kanału internetowego TVP Kultura 2[192].
- 1 września 2020 – uruchomienie TVP Polonia w wersji HD.
- 19 listopada 2020 – uruchomienie kanału tematycznego TVP Dokument.
- 8 marca 2021 – uruchomienie kanału tematycznego TVP Kobieta.
- 18 listopada 2021 – zmiana nazwy anglojęzycznego kanału Poland In na TVP World oraz uruchomienie emisji satelitarnej[193].
- 15 lutego 2022 – uruchomienie TVP3 Warszawa w jakości HD.
- 15 lutego 2022 – zmiana nazwy kanału TVP eSzkoła Domowe Przedszkole na TVP ABC 2.
- 23 lutego 2022 – uruchomienie TVP Rozrywka w jakości HD.
- 28 marca 2022 – uruchomienie TVP ABC w jakości HD.
- 25 lipca 2022 – Dodanie TVP1, TVP2 i TVP Info do emisji testowej DVB-T2 i usunięcie z niej TVP Kobieta[194].
- 20 września 2022 – Dodanie TVP Polonia do emisji testowej DVB-T2[195]
- 3 października 2022 – uruchomienie kanału TVP Nauka[196]
- 20 grudnia 2022 – uruchomienie kanału Alfa TVP[197]
- 14 stycznia 2023 – zakończenie nadawania przez TVP S.A. wszystkich swoich programów telewizyjnych na multipleksie ósmym naziemnej telewizji cyfrowej i tym samym wycofanie się z tego multipleksu[198].
- 1 lutego 2023 – oficjalny start szóstego multipleksu naziemnej telewizji cyfrowej w Polsce w całości należącego do TVP S.A.[199][200]
- 27 lutego 2023 – uruchomienie TVP Historia i TVP Seriale w jakości HD[201].
- 1 czerwca 2023 – rozpoczęcia nadawania sygnału telewizyjnego TVP1, TVP2, TVP Info, TVP Kobieta, TVP Kultura, TVP Sport, TVP Historia, TVP ABC, TVP Dokument, TVP Nauka, TVP Polonia, TVP Rozrywka, TVP Historia 2, Alfa TVP, TVP ABC 2, TVP Kultura 2, Biełsat TV, TVP World i 16 oddziałów terenowych TVP3 oraz należący do ukraińskiego nadawcy publicznego kanał UA1 w należącym do TVP serwisie internetowym i aplikacji TVP VOD[61][62].
- 4 września 2023 – zakończenie nadawania TVP ABC w pierwszym multipleksie naziemnej telewizji cyfrowej i tym samym wycofanie się TVP z tego multipleksu[202][203].
- 15 grudnia 2023:
  - pierwszy etap przełączenia trzeciego multipleksu naziemnej telewizji cyfrowej do standardu DVB-T2/HEVC, który miał miejsce w zachodniej części Polski (9 województw)[64].
  - uruchomienie TVP3 Bydgoszcz, TVP3 Gdańsk, TVP3 Gorzów Wielkopolski, TVP3 Katowice, TVP3 Łódź, TVP3 Opole, TVP3 Poznań, TVP3 Szczecin i TVP3 Wrocław w jakości HD[204].
- 19 grudnia 2023:
  - drugi etap przełączenia trzeciego multipleksu naziemnej telewizji cyfrowej do standardu DVB-T2/HEVC, który miał miejsce we wschodniej części Polski (7 województw)[65].
  - uruchomienie TVP3 Białystok, TVP3 Kielce, TVP3 Kraków, TVP3 Lublin, TVP3 Olsztyn i TVP3 Rzeszów w jakości HD[205].
  - ostatnie główne wydanie Wiadomości.
- 20 grudnia 2023:
  - ostatnie i zarazem najkrótsze w historii, specjalne wydanie Wiadomości po godz. 12:00, przerwane po 30 sek. emisji w TVP1[206]; w nagłym kilkunastosekundowym wejściu na żywo Adrian Borecki, przerywając „Agrobiznes”, poinformował o wyłączeniu sygnału TVP Info i zmianach w mediach publicznych wymuszonych decyzją Ministra Kultury i Dziedzictwa Narodowego w świetle ustawy – Kodeks spółek handlowych[207]; tego dnia na antenie TVP1 nie zostało wyemitowane główne wydanie programu ani serwisy dodatkowe[208], z wyjątkiem Sportu[209]. W zamian o 19:30 pojawiło się oświadczenie Marka Czyża o nadchodzących zmianach w Telewizji Polskiej i zaproszenie na wydanie programu informacyjnego 19.30 kolejnego dnia.
  - alternatywne „specjalne wydanie Wiadomości” o 19:30 transmitowane na antenie TV Republika; goszczone w Specjalnym Wydaniu Programu TVR przez Katarzynę Gójską i Adriana Stankowskiego, prowadzone przez Michała Rachonia ze studia „Wiadomości” w siedzibie Telewizyjnej Agencji Informacyjnej i TVP Info, w obecności m.in. władz TAI (Michała Adamczyka), wydawcy programu (Małgorzata Gałka), dziennikarzy TVP (m.in. Marcin Tulicki, Adrian Borecki) oraz gości (red. Bronisława Wildsteina, Prezesa Instytutu Pamięci Narodowej Karola Nawrockiego i red. Jacka Karnowskiego)[210]. Program stanowił rekapitulację wiadomości dnia niewyemitowanych w wieczornym wydaniu w TVP oraz wydarzeń związanych ze zmianami w TVP, TAI, PR i PAP po decyzjach MKiDN i uchwale Sejmu RP z dnia 19 grudnia 2023[211].

### Od 2023
- 21 grudnia 2023 – pierwsze wydanie programu informacyjnego 19.30[212][213].
- 26 grudnia 2023 – przywrócenie do nadawania kanału TVP3 (tylko pasmo wspólne, emisje pasm lokalnych były przywracane w późniejszych dniach)[214][215].
- 29 grudnia 2023 – przywrócenie do nadawania kanału TVP Info[216].
- 4 stycznia 2024 – pierwsze wydanie przekształconego programu Teleexpress[217].
- 10 stycznia 2024 – pierwsze wydanie przekształconego programu Panorama[218].
- 22 stycznia 2024 – Sąd Rejonowy dla m.st. Warszawy wydał postanowienie, w którym odmówił wpisu do Krajowego Rejestru Sądowego postawienia Polskiego Radia S.A. i Telewizji Polskiej S.A. w stan likwidacji[219][220].
- 1 marca 2024 – zmiany organizacyjne w TVP, w wyniku których liczba jednostek organizacyjnych zmniejszyła się z 33 do 29 (nie uwzględniając przy tym oddziałów terenowych), a kanały które wcześniej były zarządzane przez zlikwidowane jednostki w procesie dokonanych zmian (TVP Kultura, TVP Historia, TVP Dokument, TVP HD, TVP Kultura 2, TVP Historia 2, TVP Kobieta, TVP ABC, TVP ABC 2, Alfa TVP i TVP Nauka) zostały przeniesione do struktur Biura Programowego[221].
- 11 marca 2024 – przywrócenie do nadawania kanału TVP World[222].
- 8 kwietnia 2024 – Sąd Rejonowy dla m.st. Warszawy zatwierdził w Krajowym Rejestrze Sądowym postanowienie o postawieniu w stan likwidacji spółki Telewizja Polska S.A.[223]
- 7 czerwca 2024 – utworzenie nowej jednostki organizacyjnej – Biura Handlu i Współpracy Międzynarodowej, powstałej w wyniku połączenia Biura Sprzedaży i Współpracy Międzynarodowej z Biurem Zakupów i Standardów Produkcyjnych[224].
- 1 września 2024 – zakończenie nadawania programu informacyjnego Panorama na antenie TVP2 przy równoczesnym wydłużeniu czasu jego emisji na antenie TVP Info[225].
- 30 września 2024 – rozpoczęcie nadawania TVP Info i programu 19.30 w nowym studio przy ulicy Woronicza 17[226].
- 3 grudnia 2024 – likwidacja Biura Dystrybucji (kompetencje tej jednostki przejęły: Ośrodek TVP Technologie, Biuro Handlu i Współpracy Międzynarodowej oraz TVP+) oraz utworzenie nowej jednostki organizacyjnej – Ośrodka Mediów dla Zagranicy, zarządzającym kanałami TVP World oraz Biełsat (dotychczas zarządzanych przez oddzielne jednostki organizacyjne)[227]. W wyniku tych zmian liczba jednostek organizacyjnych TVP zmniejszyła się z 28 do 26 (nie uwzględniając przy tym oddziałów terenowych)[227].
- 4 marca 2025 – Rada Mediów Narodowych (RMN) w nowym składzie uchyliła uchwałę poprzedniego składu Rady Mediów Narodowych (RMN) powołującą Michała Adamczyka na prezesa TVP i i Tomasza Owsińskiego na członka zarządu TVP[160].

## Struktura
Struktura organizacyjna Telewizji Polskiej ulegała ciągłym zmianom. Na samym początku cały zespół programu telewizyjnego tworzył jedną, wydzieloną redakcję w Radiokomitecie. W 1958 przekształciła się ona w Zespół Programu Telewizyjnego, którego pierwszym szefem został Jerzy Pański. Stopniowo utrwaliła się struktura, która w momencie wprowadzenia stanu wojennego wyglądała następująco:
- Zespół Programu Telewizyjnego (z wiceprzewodniczącym Komitetu ds. Radia i Telewizji, jako szefem), dzielący się na:
  - Program I;
  - Program II;
  - Program III – regionalny (w Warszawie: Warszawski Ośrodek Telewizyjny).

Ich prace koordynowała (tj.: ustalała ramówkę, przyjmowała programy na antenę, organizowała emisję i nadzorowała jej bieżący przebieg) Naczelna Redakcja Programowa (dyrektorem programowym i redaktorem naczelnym był Włodzimierz Grzelak). Programy I i II nie miały wyodrębnionych kierownictw.
Na rzecz programów I i II audycje telewizyjne programowały, produkowały oraz proponowały do emisji Naczelne Redakcje (merytoryczne):
- Dziennika Telewizyjnego,
- Publicystyki,
- Publicystyki Międzynarodowej,
- Publicystyki o Krajach Socjalistycznych,
- Dziecięco-Młodzieżowa (Telewizja Młodych, Telewizja Dziewcząt i Chłopców – dla dzieci starszych i Telewizja Najmłodszych),
- Oświatowa i Popularnonaukowa,
- Kulturalna,
- Rozrywkowa,
- Filmowa,
- Muzyczna,
- Sportowa,
- Rolna,
- Wojskowa,
- Programów Zleconych.

W ramach Naczelnej Redakcji Publicystyki działało stworzone przez Mariusza Waltera – i posiadające znaczną autonomię – Studio 2. Naczelne redakcje dzieliły się z kolei na redakcje z kierownikami redakcji na czele; np. redakcja programów szkolnych czy redakcja kursów językowych działały w ramach Naczelnej Redakcji Programów Oświatowych i Popularnonaukowych.
W ramach Zespołu Programu Telewizyjnego działały także różne jednostki usługowe, pomocnicze i techniczne: Biuro Emisji, Dział Scenografii (zarządzany przez Xymenę Zaniewską), Zakład Produkcji Filmów Telewizyjnych (POLTEL), zakład transportu, dział finansów i księgowości, zespół produkcyjny, biuro kadr i szkolenia, wewnętrzna służba zdrowia.
Pod koniec sprawowania władzy w Radiokomitecie przez Macieja Szczepańskiego powołano w strukturze Zespołu Programu Telewizyjnego dwa wysokie stanowiska decyzyjne: Dyrektora Generalnego ds. Politycznych (Stanisław Cześnin) i Dyrektora Generalnego ds. Kultury (Janusz Rolicki). Nadzorowali oni bezpośrednio pracę podporządkowanych im Naczelnych Redakcji.
Główną cechą organizacyjną ówczesnej telewizji było to, że nie istniał wtedy system producentów zewnętrznych. Programów nie kupowano, ale produkowano wyłącznie we własnym zakresie i własnymi siłami, w pełni wykorzystując posiadany ogromny potencjał produkcyjno-techniczny, bardzo unowocześniony w związku z pierwszą wizytą w Polsce Jana Pawła II.
Telewizja współpracuje z klasami dziennikarskimi XXI Liceum Ogólnokształcącego im. Hugona Kołłątaja w Warszawie.
15 września 2009 r. ruszyła satelitarna platforma TVP, lecz 9 października 2009 nowy zarząd wstrzymał projekt.
TVP jest współorganizatorem konkursu „Książka Historyczna Roku”.

## Jednostki organizacyjne
Na początku grudnia 2024 roku jednostkami administracyjnymi TVP były:
- Biuro Programowe (TVP1, TVP2, TVP Rozrywka, TVP Seriale, TVP Kultura, TVP Kultura 2, TVP Historia, TVP Historia 2, TVP Dokument, TVP HD, TVP Nauka, TVP Kobieta, TVP ABC, TVP ABC 2, Alfa TVP)
- TVP Sport
- TVP3
- Ośrodek Mediów dla Zagranicy (TVP World, Belsat TV)
- TVP Wilno
- Program TV Polonia
- Teatr Telewizji
- TVP+ (TVP VOD)
- Biuro Spraw Korporacyjnych
- Biuro Audytu i Kontroli Wewnętrznej
- Biuro Prawne
- Biuro Kontrolingu i Restrukturyzacji
- Biuro Rachunkowości
- Biuro Zarządzania Kapitałem Ludzkim
- Akademia Telewizyjna
- Biuro Zakupów i Zamówień Publicznych
- Biuro Reklamy i Marketingu
- Biuro Handlu i Współpracy Międzynarodowej
- Telewizyjna Agencja Informacyjna (TVP Info, TVP Parlament)
- Agencja Kreacji Rozrywki i Oprawy
- Agencja Kreacji Filmu i Serialu
- Agencja Kreacji Publicystyki, Dokumentu i Audycji Społecznych
- Centrum Usług Produkcyjnych
- Ośrodek TVP Technologie
- Ośrodek Dokumentacji i Zbiorów Programowych
- Ośrodek Inwestycji i Administracji
- Oddziały Terenowe

## Kanały TVP

### Kanały TVP nadawane na rynek polski
| Nazwa kanału   | Logo         | Opis                                | Data uruchomienia         | FTA | DVB-T2 | TVP VOD | Uwagi                                             |
| -------------- | ------------ | ----------------------------------- | ------------------------- | --- | ------ | ------- | ------------------------------------------------- |
| TVP1           |              | Kanał ogólny                        | 25 października 1952 roku | tak | MUX-3  | tak     | Najstarszy kanał telewizyjny w Polsce.            |
| TVP2           |              | Kanał ogólny                        | 2 października 1970 roku  | tak | MUX-3  | tak     |                                                   |
| TVP3           |              | Kanał ogólny z pasmami regionalnymi | 5 września 1994 roku      | tak | MUX-3  | tak     |                                                   |
| TVP Kultura    |              | Kanał kulturalny                    | 24 kwietnia 2005 roku     | tak | MUX-3  | tak     |                                                   |
| TVP Sport      |              | Kanał sportowy                      | 18 listopada 2006 roku    | tak | MUX-3  | tak     |                                                   |
| TVP Historia   |              | Kanał historyczny                   | 3 maja 2007 roku          | tak | MUX-3  | tak     |                                                   |
| TVP Info       |              | Kanał informacyjny                  | 6 października 2007 roku  | tak | MUX-3  | tak     | Dostępny również w DVB-T na Litwie.               |
| TVP HD         |              | Kanał ogólny                        | 6 sierpnia 2008 roku      | nie | nie    | VOD+    | Kanał płatny.                                     |
| TVP Seriale    |              | Kanał serialowy                     | 6 grudnia 2010 roku       | nie | nie    | VOD+    | Kanał płatny.                                     |
| TVP Rozrywka   |              | Kanał rozrywkowy                    | 15 kwietnia 2013 roku     | tak | MUX-6  | tak     |                                                   |
| TVP ABC        | Logo TVP ABC | Kanał dziecięcy                     | 15 lutego 2014 roku       | tak | MUX-3  | tak     |                                                   |
| TVP 4K         |              | Kanał ogólny                        | 14 czerwca 2018 roku      | nie | nie    | nie     | Kanał okazjonalny, obecnie (luty 2025) zawieszony |
| TVP ABC 2      |              | Kanał dziecięcy                     | 23 marca 2020 roku        | tak | HbbTV  | tak     |                                                   |
| TVP Kultura 2  |              | Kanał kulturalny                    | 26 czerwca 2020 roku      | tak | HbbTV  | tak     | HbbTV w Polsce, DVB-T na Litwie.                  |
| TVP Dokument   |              | Kanał dokumentalny                  | 19 listopada 2020 roku    | tak | MUX-6  | tak     |                                                   |
| TVP Historia 2 |              | Kanał historyczny                   | 1 marca 2021 roku         | tak | HbbTV  | tak     | HbbTV w Polsce, DVB-T na Litwie.                  |
| TVP Kobieta    |              | Kanał lifestylowy                   | 8 marca 2021 roku         | tak | MUX-6  | tak     |                                                   |
| TVP Nauka      |              | Kanał popularnonaukowy              | 3 października 2022 roku  | tak | MUX-6  | tak     |                                                   |
| Alfa TVP       |              | Kanał młodzieżowy                   | 20 grudnia 2022 roku      | tak | MUX-6  | tak     |                                                   |

### Kanały TVP skierowane poza Polskę
| Nazwa kanału | Logo | Opis                                     | Data uruchomienia      | FTA | Uwagi |
| ------------ | ---- | ---------------------------------------- | ---------------------- | --- | --- |
| TVP Polonia  |      | Kanał polonijny                          | 31 marca 1993 roku     | tak | Dostępny w DVB-T w Polsce (MUX-6) oraz na Litwie. |
| Biełsat TV   |      | Kanał w języku białoruskim               | 10 grudnia 2007 roku   | tak | Dostępny w DVB-T w Polsce (MUX-6) oraz na Litwie. |
| TVP Wilno    |      | Kanał dla mniejszości polskiej na Litwie | 17 września 2019 roku  | tak | Dostępny w DVB-T na Litwie. |
| TVP World    |      | Kanał informacyjny w języku angielskim   | 18 listopada 2021 roku | tak | Dostępny w DVB-T w Polsce, na Litwie, w Wielkiej Brytanii (Channelbox), Estonii oraz Austrii (Wiedeń i sąsiadujące tereny Dolnej Austrii oraz Burgenlandu). |

### Kanały regionalne
Kanały regionalne dzielą nazwę i częstotliwości z pasmem wspólnym TVP3 i w ramach tego kanału dostępne są na poszczególnych obszarach w ramach telewizji naziemnej.
| Nazwa kanału             | Logo | Obsługiwany obszar              |
| ------------------------ | ---- | ------------------------------- |
| TVP3 Białystok           |      | Województwo podlaskie           |
| TVP3 Bydgoszcz           |      | Województwo kujawsko-pomorskie  |
| TVP3 Gdańsk              |      | Województwo pomorskie           |
| TVP3 Gorzów Wielkopolski |      | Województwo lubuskie            |
| TVP3 Katowice            |      | Województwo śląskie             |
| TVP3 Kielce              |      | Województwo świętokrzyskie      |
| TVP3 Kraków              |      | Województwo małopolskie         |
| TVP3 Lublin              |      | Województwo lubelskie           |
| TVP3 Łódź                |      | Województwo łódzkie             |
| TVP3 Olsztyn             |      | Województwo warmińsko-mazurskie |
| TVP3 Opole               |      | Województwo opolskie            |
| TVP3 Poznań              |      | Województwo wielkopolskie       |
| TVP3 Rzeszów             |      | Województwo podkarpackie        |
| TVP3 Szczecin            |      | Województwo zachodniopomorskie  |
| TVP3 Warszawa            |      | Województwo mazowieckie         |
| TVP3 Wrocław             |      | Województwo dolnośląskie        |

### Kanały internetowe
- TVP Parlament – internetowy kanał transmitujący obrady Sejmu i Senatu RP.

### Kanały zlikwidowane
Poniżej uwzględniono kanały niemające kontynuacji – nie uwzględniono zmian nazw programów.
- Tylko Muzyka – kanał muzyczny nadający w latach 1997–1998.

## Władze TVP
Zarząd TVP S.A.
Przewodniczący Rady Nadzorczej TVP S.A.:
- Witold Knychalski od 1998 do 31 lipca 2003
- Antoni Dragan od 31 lipca 2003 do maja 2004
- Tadeusz Kowalski od maja 2004 do czerwca 2005
- Sławomir Skrzypek od 9 maja 2006 do 11 stycznia 2007
- Janina Goss od 24 lutego 2007 do 19 grudnia 2008
- Łukasz Moczydłowski od 19 grudnia 2008 do 3 lipca 2009
- Bogusław Szwedo od 16 września 2009 do 27 sierpnia 2010
- Grzegorz Borowiec od 27 sierpnia 2010 do 4 marca 2011
- Stanisław Jekiełek od 4 marca 2011 do 8 stycznia 2016[242][243]
- Dariusz Lasocki od 29 stycznia 2016 do lutego 2017
- Maciej Łopiński od lutego 2017 do 19 grudnia 2023
- Piotr Zemła od 20 grudnia 2023[244]

| Zdjęcie | Zdjęcie | Imię i nazwisko    | Okres                   | Przypis |
| ------- | ------- | ------------------ | ----------------------- | ------- |
| 1.      |         | Juliusz Petry      | 01.1953 – 01.04.1953    | [ 245 ] |
| 2.      |         | Eugenia Brun       | 01.04.1953 – 01.09.1954 |         |
| 3.      |         | Jan Marcin Szancer | 01.09.1954 – 01.08.1958 | [ 246 ] |

| Zdjęcie | Zdjęcie | Imię i nazwisko | Okres                   | Przypis |
| ------- | ------- | --------------- | ----------------------- | ------- |
| 4.      |         | Jerzy Pański    | 01.08.1958 – 08.12.1960 | [ 247 ] |

| Zdjęcie | Zdjęcie | Imię i nazwisko        | Okres                   | Przypis |
| ------- | ------- | ---------------------- | ----------------------- | ------- |
| 5.      |         | Włodzimierz Sokorski   | 08.12.1960 – 10.1972    | [ 248 ] |
| 6.      |         | Maciej Szczepański     | 10.1972 – 08.1980       |         |
| 7.      |         | Józef Barecki          | 08.1980 – 09.1980       |         |
| 8.      |         | Zdzisław Balicki       | 25.09.1980 – 07.07.1981 |         |
| 9.      |         | Władysław Loranc       | 07.1981 – 12.1982       |         |
| –       |         | Jerzy Bajdor (p.o.)    | 12.1982 – 03.1983       |         |
| 10.     |         | Mirosław Wojciechowski | 03.1983 – 07.1986       |         |
| 11.     |         | Janusz Roszkowski      | 07.1986 – 04.1989       |         |
| 12.     |         | Jerzy Urban            | 04.1989 – 09.1989       |         |
| 13.     |         | Andrzej Drawicz        | 09.1989 – 07.01.1991    |         |
| 14.     |         | Marian Terlecki        | 12.01.1991 – 22.10.1991 |         |
| 15.     |         | Janusz Zaorski         | 22.11.1991 – 19.05.1992 |         |
| 16.     |         | Zbigniew Romaszewski   | 22.05.1992 – 05.06.1992 |         |
| (15.)   |         | Janusz Zaorski         | 05.06.1992 – 31.03.1993 |         |

| Zdjęcie | Zdjęcie | Imię i nazwisko              | Okres                                                               | Przypis                 |
| ------- | ------- | ---------------------------- | ------------------------------------------------------------------- | ----------------------- |
| 17.     |         | Wiesław Walendziak           | 01.1994 – 04.1996                                                   | [ 249 ]                 |
| 18.     |         | Ryszard Miazek               | 04.1996 – 06.1998                                                   | [ 249 ]                 |
| 19.     |         | Robert Kwiatkowski           | 06.1998 – 17.02.2004                                                | [ 249 ]                 |
| 20.     |         | Jan Dworak                   | 17.02.2004 – 11.05.2006                                             | [ 249 ]                 |
| 21.     |         | Bronisław Wildstein          | 11.05.2006 – 26.02.2007                                             | [ 249 ]                 |
| –       |         | Andrzej Urbański (p.o.)      | 27.02.2007 – 03.04.2007                                             | [ 250 ]                 |
| 22.     |         | Andrzej Urbański             | 03.04.2007 – 19.12.2008                                             | [ 251 ]                 |
| –       |         | Piotr Farfał (p.o.)          | 19.12.2008 – 19.09.2009                                             | [ 251 ]                 |
| –       |         | Bogusław Szwedo (p.o.)       | 19.09.2009 – 03.11.2009                                             | [ 251 ]                 |
| –       |         | Tomasz Szatkowski (p.o.)     | 03.11.2009 – 18.12.2009                                             |                         |
| 23.     |         | Romuald Orzeł                | 19.12.2009 – 27.08.2010                                             |                         |
| –       |         | Włodzimierz Ławniczak (p.o.) | 27.08.2010 – 10.12.2010                                             |                         |
| –       |         | Bogusław Piwowar (p.o.)      | 10.12.2010 – 28.02.2011                                             |                         |
| (23.)   |         | Romuald Orzeł                | 01.03.2011 – 03.03.2011                                             |                         |
| –       |         | Juliusz Braun (p.o.)         | 04.03.2011 – 06.05.2011                                             |                         |
| 24.     |         | Juliusz Braun                | 06.05.2011 – 28.07.2015                                             | [ 252 ]                 |
| 25.     |         | Janusz Daszczyński           | 29.07.2015 – 08.01.2016                                             | [ 253 ] [ 242 ]         |
| 26.     |         | Jacek Kurski                 | 08.01.2016 – 09.03.2020                                             | [ 254 ] [ 255 ] [ 256 ] |
| –       |         | Maciej Łopiński (p.o.)       | 10.03.2020 – 10.06.2020 i ponownie 16.06.2020 – 7.08.2020           | [ 257 ]                 |
| (26.)   |         | Jacek Kurski                 | 07.08.2020 – 05.09.2022                                             | [ 255 ] [ 258 ]         |
| 27.     |         | Mateusz Matyszkowicz         | 05.09.2022 – 19.12.2023                                             | [ 259 ]                 |
| 28.     |         | Tomasz Sygut                 | 20.12.2023 – 27.12.2023 (prezes) od 27.12.2023 (dyrektor generalny) | [ 260 ]                 |
| –       |         | Daniel Gorgosz (likwidator)  | od 27.12.2023                                                       | [ 3 ] [ 261 ]           |

## Osobowości telewizyjne związane z TVP
Prezenterami w historii Telewizji Polskiej byli m.in.: Jan Suzin (pracował w latach 1955–1996), Krystyna Loska (pracowała od lat 50. do 1994 roku), Edyta Wojtczak (pracowała w latach 1957–1996) i Bogumiła Wander (pracowała od końca lat 60. XX w. do 2003 roku).

## Finanse
Wpływy TVP z reklam w 2011 roku to 1,03 mld zł, od sponsorów 126,7 mln zł, z abonamentu 205,4 mln zł. Koszty według TVP to 1,757 mld zł, w tym pensje i honoraria dla pracowników TVP 450 mln zł; energia elektryczna, ogrzewanie, materiały biurowe itp. około 273,3 mln zł; kwoty należne producentom, ochroniarzom, mechanikom i wielu innym usługodawcom z zewnątrz to ponad 407 mln zł. Strata netto wyniosła 88,5 mln zł. Obroty i przychody z reklam w TVP w 2011 podobne do stacji komercyjnych – np. TVN za 2011 rok przychody 1959,84, strata netto 317,37 mln zł wobec 42,75 mln zł zysku rok wcześniej (przychody w 2010: 1925,13 mln zł).
Zasadniczo przeciętne płace w 2011 w TVP to mniej więcej tyle, ile w stacjach komercyjnych (6,9 tys. zł brutto, Polsat 6,6 tys. zł, TVN 8,1 tys. zł), płaca w TVP była również wyższa niż przeciętne wynagrodzenie w sektorze mediów według GUS. TVP musi jednak na wynagrodzenia przeznaczyć znacznie więcej pieniędzy niż jej konkurenci, gdyż zatrudnia więcej pracowników. W 2011 prezes Juliusz Braun poinformował, że planowana strata TVP w roku 2012 miała wynieść co najmniej 150 mln, jednak media w 2011 spekulowały, że kwota ta za 2012 miałaby znacznie przekroczyć 200 mln. Według stanu na rok 2011 miałby to być jeden z najgorszych wyników w historii TVP.

## Historia logo
| Okres obowiązywania               | Grafika | Opis logo |
| --------------------------------- | ------- | --- |
| 1952 – 1956                       |         | Napis TELEWIZJA POLSKA pisany krojem Times New Roman.                                                                                |
| 1956 – 1963                       |         | Zmieniono krój pisma loga. |
| 1963 – 1976                       |         | Czarny napis POLSKA i duży stylizowany napis tv.                                                                                     |
| 1976 – 1 lub 2 marca 1992         |         | Biała litera T i czerwona P (często także obydwie litery białe). Zaprojektowane przez Romana Duszka.                                 |
| 1 lub 2 marca 1992 – 6 marca 2003 |         | Zielona litera T, czerwona V, niebieska P, i napis TELEWIZJA POLSKA S.A. Obok niego trzy pasy: czerwony, zielony i niebieski.        |
| od 7 marca 2003                   |         | Granatowy prostokąt, na nim złączone trzy białe obwódki prostokątów z literami T, V i P, a pod nim granatowy napis TELEWIZJA POLSKA. |